# Fuji (escrita de espíritos)

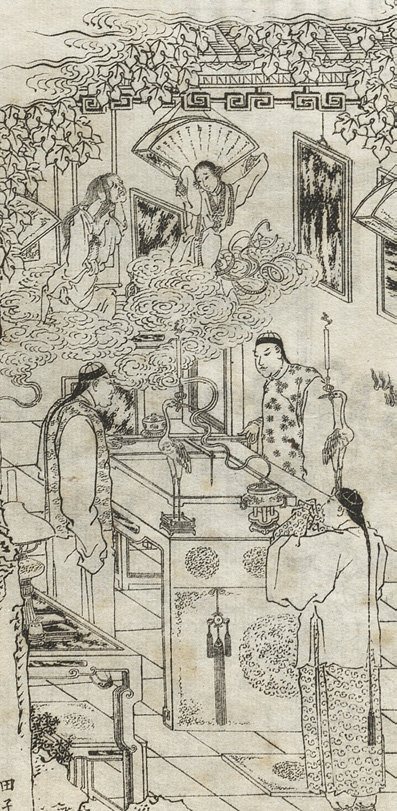
Sessão de fuji, com espíritos representados acima da névoa do incensário. Litografia do período Qing nas revistas ilustradas Dian shi zhai hua bao (1884–1889).

Fuji (em chinês:  扶乩/扶箕, transl. fújī ou fu chi, literalmente "sustentar o ji", referindo-se a mais de um tipo de instrumento de adivinhação) é um método chinês de "escrita de prancheta" ou "escrita de espíritos", que geralmente usa uma peneira ou bandeja suspensa para guiar uma vara que escreve caracteres chineses na areia ou nas cinzas de incenso. Também é referida variavelmente como "descida da fênix" (jiangluan, 降鸞), dentre outros termos como jiangbi (降筆), fuluan (扶鸞), feiluan (飛鸞), zhaoxian (召仙), etc. A palavra "fuji" tornou-se proeminente do período Ming para frente, e é o termo mais abrangente. Há, no entanto, uma variedade de formas da escrita de espíritos chinesa, com registros de que era feita desde através de um médium com um lápis sobre papel, ou inclusive não exigindo nenhum médium, em escrita direta.
O método chamado fuji em sentido estrito comumente envolve uma prancheta com uma vareta, pincel ou "estilete" (jijia, 乩架), guiado por pontas laterais sobre uma superfície coberta por areia (shapan 沙盤). Há também relato de uso de cesta e pincel sobre cinzas ou papel. Dois discípulos conduzem uma extremidade de vareta de cada lado, e apenas um deles é considerado o médium principal possuído por uma entidade, sendo o outro assistente. Com o movimento, são escritos caracteres na superfície, os quais são interpretados e anotados por terceiros.
As origens da prática remetem ao culto oracular da deusa Zigu, e seu início pode ser rastreado em textos e relatos a partir do século XI (dinastia Song). Difundiu-se entre literatos nas dinastias Song, Yuan e Ming, encontrando-se em todas as prefeituras e capitais de condados na China, desde altares privados em casa a templos. No período Ming (1368–1644), tornou-se popular pela questão de consultas para exames imperiais. Milhares de grupos de escrita de espíritos existiram a partir do século XII na China, em grande parte durante o período Qing (1644–1912). A escrita por prancheta chegou a ser proibida no Grande Código Legal Qing, e sofreu outras restrições e condenações ao longo da história, mas continuou a existir vicejante. Ela se difundiu também para o Japão, Coreia e Vietnã.
Foi um método de adivinhação, de comunicação com mortos ou deidades e de recebimento de instruções e textos amplamente empregado nas religiões populares chinesas e no taoismo (particularmente à escola Quanzhen), praticado desde por leigos até a sacerdotes, literatos e altos oficiais. Era especialidade dos fashi, especialistas ritualísticos do taoismo. Apesar de seu fundo majoritariamente taoista, não foi, porém, exclusivo de determinada vertente religiosa, e ocorreu em diversos sincretismos conforme a localidade e época, como com o budismo e confucionismo. A prática continuou vibrante até a modernidade e os dias atuais, havendo diversos altares, seitas e templos de escrita de espíritos.

## Vocabulário e técnica

Rainha Mãe do Ocidente com séquito e o pássaro luan ("fênix"). Ilustração da enciclopédia Gujin Tushu Jicheng (1726), na seção "Espíritos e o Sobrenatural".

"Escrita de espíritos" (em inglês: spirit-writing) é primariamente um termo ético ocidental para se referir a uma série de técnicas chinesas variadas, que podem ser comparáveis a práticas espiritualistas europeias como a escrita de prancheta ou o tabuleiro ouija. Vincent Goossaert reconhece valor no uso do termo e o define no contexto chinês como se aplicando a qualquer técnica em que espíritos (desde deidades até a seres humanos falecidos) são convidados, por meio de rituais, a se manifestarem em um instrumento de escrita ou em uma pessoa portadora de um instrumento, produzindo caracteres. Era uma prática frequentemente utilizada para se conseguir respostas e geralmente feita de forma coletiva, com testemunhas.
Tipicamente, a invocação envolvia mecanismos de controle pelo uso de encantamentos (zhou) e/ou talismãs (fu), apesar de alguns casos considerados incomuns que não os utilizavam. Desde suas origens, o rito era na maioria das vezes parte dos daofa, realizados com um especialista iniciado na doutrina taoista, os fashi (não necessariamente um sacerdote de profissão), e em grupo. No início, as técnicas eram codificadas e transmitidas, não sendo facilmente acessíveis. Casos solitários de escrita de espíritos, como o "registro de pincel" (bilu, 筆籙) usado por literatos do período imperial tardio, eram exceções.
A escrita de espíritos chinesa envolve algum vocabulário especializado. Uma lousa com cinzas (huitan, 灰壇) podia ser utilizada. Há relatos de escrita com caracteres feitos nas cinzas do século XIII, mas ela pode se derivar de práticas taoistas que a antecedem: são registradas técnicas de adivinhação anteriores, em que deuses eram invocados por um sacerdote para fazer traços diretamente nas cinzas, os quais porém não eram caracteres, e sim posteriormente decodificados em uma resposta. Também havia o uso de um cesto de joeirar ou crivo, segurado por duas pessoas sobre areia ou sobre papel. Uma das menções mais antigas é feita em uma história por Xu Xuan (916-991), que conta sobre a escrita com cesto se referindo a ela como "escrita em pó" (畫盤粉以卜), e o médium que a realizava foi referido como fujizhe (扶箕者).
Há também a técnica ritual chamada pijiang (批降; ou pibao, 批報; e pishi, 批示), que significa "obter uma resposta escrita por uma divindade em um documento enviado a ela", em que um sacerdote controla um médium (tongzi) e invoca um espírito general para descer sobre as mãos do médium e escrever. Relatos disso são frequentes desde a dinastia Song. Outro termo é fengbi (封臂; ou jiebi, 借臂; e fubi, 附臂), "consagrar" ou "possuir o braço" de um médium. Essas práticas são comumente mencionadas em textos taoistas a partir do século XII.
Outro ritual semelhante é jiangbi e yunbi (運筆, "mover o pincel"). Jiangbi era o termo mais comum para a escrita de espíritos até a era moderna, quando foi substituído por "fuji". Geralmente se refere à possessão de um médium, que sentia sua mão ficar quente e poderia então escrever sobre a influência de uma divindade do trovão. Yunbi (e também huabi, 化筆, "pincel transformado"; e shenbi, 神筆, "pincel divino") pode se referir também a escrever talismãs, e ambas as práticas podiam estar associadas.
Tsung-Hsun Hsieh afirma que feiluan se distingue de fuji como uma técnica de elite, integrada no culto do Imperador de Jade, em que os praticantes se viam como ministros da burocracia celestial. Vincent Goossaert considera que a distinção é importante, mas ambos os termos podiam ser também recombinados ou indistintos, e que divindades associadas ao Imperador de Jade produziam escritas espirituais sem utilizar a terminologia de "luan". Já Wang Chien-chuan critica Tsung-Hsung Hsieh e considera feiluan como se referindo principalmente à escrita direta de espíritos, sem que um médium segure o instrumento de escrita.
Luan (鸞) "um pássaro mítico parecido com a fênix" é usado em sinônimos como fuluan (扶鸞, "suportar a fênix"), feiluan (飛鸞, "fênix voadora") e jiangluan (降鸞, "fênix descendente"). Esses últimos termos são utilizados atualmente especificamente sobre a atividade de receber adivinhação por fuji. O processo envolve participantes especializados. As duas pessoas (ou raramente uma) que seguram a peneira ou estilete são chamadas jishou (乩手, "mãos de prancheta"), apenas um dos quais é ostensivamente possuído por um shen (神, "espírito; deus") ou xian (仙, "imortal; transcendente"). Seus assistentes podem incluir um pingsha (平沙, "nivela areia") que suaviza o shapan (沙盤, "mesa de areia"); um dujizhe (讀乩者, "leitor de prancheta") que interpreta os caracteres; e um chaojizhe (抄乩者, "copista de prancheta") que os registra. Jiwen (乩文, "escrita de prancheta") é uma referência geral a textos produzidos através da escrita de espíritos. 
O pássaro luan (traduzido equivalentemente à fênix) é um pássaro mítico nas antigas lendas chinesas. É o mensageiro da Rainha Mãe do Ocidente e é responsável por trazer mensagens dos deuses. Portanto, "descida da fênix" tem o significado de transmitir um oráculo.
Começando por volta de 1500 na dinastia Ming, o método de fuji e os caracteres escritos mudaram de 扶箕 "apoiar a peneira" (escrita de espíritos utilizando uma peneira suspensa ou cesto de joeirar) para 扶乩 "sustentar a prancheta/estilete" (dirigir uma vara ou estilete, normalmente feito de um galho de salgueiro e pêssego em formato de Y ou T). "Fuji", escrito sob a forma 扶乩, é o melhor termo equivalente e o mais abrangente para a categoria de "escrita de espíritos" chinesa, tornando-se o mais comum. Porém ele não é normativo: outras técnicas de escrita, como com um pincel ou sem médium segurando um instrumento, continuam comuns até hoje.

Acredita-se que a vara é direcionada pelos seres espirituais sobre uma bandeja de areia, sendo nela esboçados os caracteres. Um leitor diz qual caractere é e o transcreve em papel. Sessões geralmente ocorrem em locais santos internos de um santuário, ante a imagem de uma divindade, e com um grupo de espectadores presentes, formado de devotos e membros do culto.

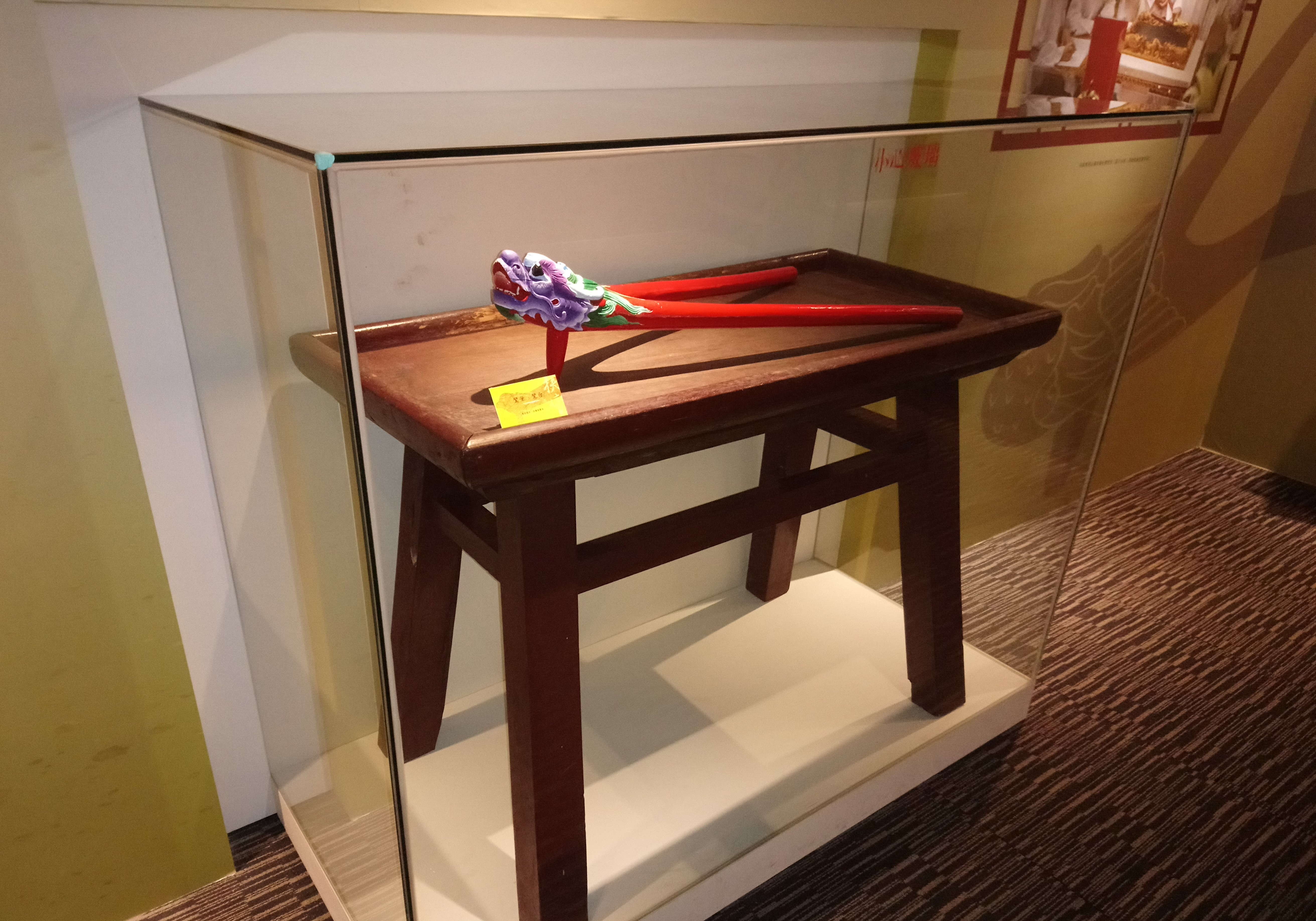
Um "pincel de adivinhação" com cabeça de dragão, chamado luan tai, luan bi ou ki. Exposto no Museu Lanyang.

Em formas mais recentes, os médiuns de espíritos na prática do fuji são conhecidos como "principal discípulo da fênix" (zhengluan shen 正鸞生), além de jishou; um ou dois deles seguram uma vara de madeira em formato de Y (aproximando-se do formato da forquilha usada em radiestesia), composta de madeira de pessegueiro ou salgueiro, chamada ki ou ji (ou também chi em outra transliteração). Além dele, auxiliando a fênix deve haver também um fuluan (副鸞). Há registro de que também são acompanhados de dois anunciadores e dois registradores; coletivamente são referidos como os "seis" ("três talentos").
"Pincel que desce" (jiangbi 降筆) tornou-se então o termo literário do culto, em referência à revelação através do pincel que varre sobre a areia. Outros termos às vezes utilizados para se referir aos grupos que realizam a prática, principalmente na Taiwan contemporânea, é "religião de espíritos" ou "religião confuciana de espíritos"; esta última designação provavelmente a associa ao confucionismo devido à ligação desta religião com a escrita.
Muitos textos obtidos por escrita de espíritos necessitavam ser decodificados, pois vinham em escrita poética críptica, exigindo técnicas divinatórias (questionar com perguntas, invocar a divindade) para definir o oráculo.

## Desenvolvimento
A historiografia da escrita de espíritos na China costuma se dividir em três vertentes, com foco em três períodos: fases iniciais na dinastia Song; corpos de obras obtidas por escrita de espíritos e reunidas em cânones taoistas do início a meados do período Qing; e movimentos e textos sectários ou confucianistas do período Qing tardio e século XX.
Vincent Goossaert considera que houve quatro grandes pontos de virada para a prática: sua origem e codificação na dinastia Song; sua simplificação na dinastia Ming; sua adotação pelo Xiantiandao e pelas tradições sectárias subsequentes no século XIX; e sua marginalização desde a metade do século XX.
Goossaert define três características que são constantes entre muitos grupos ao longo dos diversos períodos: os membros são afiliados a uma deidade transcendente como discípulos (dizi 弟子), dela recebem um nome de ordenação e são inscritos nos registros celestiais; a deidade é apresentada como integrante da burocracia celestial, tutelar dos devotos e uma salvadora da humanidade; e há inspiração escatológica. A grande maioria dos relatos sobre a prática indica que elas eram realizadas com a presença de um especialista ritual, geralmente taoista, que não necessariamente era um sacerdote (daochi), mas que pelo menos passou por iniciação ou treinamento, exigindo uma certa seriedade e técnica na performance.
Os rituais de escrita de espíritos começaram em parte de tradições de adivinhação não verbal entre praticantes da religiosidade popular chinesa. Ritos de chamamento de deuses e espíritos em geral são relatados desde a dinastia Chou. Fuji desenvolveu-se na dinastia Song (960–1279), inicialmente bastante associado ao culto à deusa Zigu. Durante esse período, um grande impulso para a expansão e popularidade de técnicas rituais, incluindo a escrita de espíritos, era o intuito de se obter um posto na burocracia celestial: muitos grupos de escrita de espíritos, liderados por fashi, tinham por objetivo central a autodivinização.
Outro grande fator foi a ascensão da sociedade centrada em templos, e a prática teve papel importante na criação, identificação e legitimação de novas divindades, bem como de seus cultos locais. Produziam-se assim, através dela, hagiografias e canonizações. Servia também para divindades controversas, como no sinistro culto de possessão espiritual de Wutong, em que sua história foi contada em um gazetteer local do período Ming como tendo sido "escrita por espíritos". Por ser uma prática de legitimação mais simples e barata do que através de uma canonização estatal ou um ritual taoista oficial, a escrita de espíritos inicialmente era criticada por autoridades do estado e sacerdotes taoistas, como Lu Yuansu. Wang Xianghzi (século XII), em sua enciclopédia de geografia, afirmou: "Em geral, especialistas vernaculares em Sichuan frequentemente inventam histórias por meio de escrita de espíritos ou sonhos de modo a dar autoridade divina às suas invenções".
Pelo século XI, encontrava-se como uma forma centrada em receber escritos de imortais e heróis culturais deificados, sendo muito praticada também por literatos para saber questões de fortuna pessoal e exames de serviço civil. Embora haja várias histórias de literatos realizando a prática sozinhos com uma cesta, pela qual obtinham poesias e resultados de exames imperiais, Zhou Mi (1232–1308) conta que isso era muito criticado popularmente como uma fraude, ou se considerava que seus poemas eram meramente lembrados, enquanto a técnica de escrita de espíritos em grupo era tida como real. Porém mesmo nessa prática solitária por literatos, as evidências indicam que ela exigia também um conhecimento técnico a eles transmitido pelos especialistas fashi.

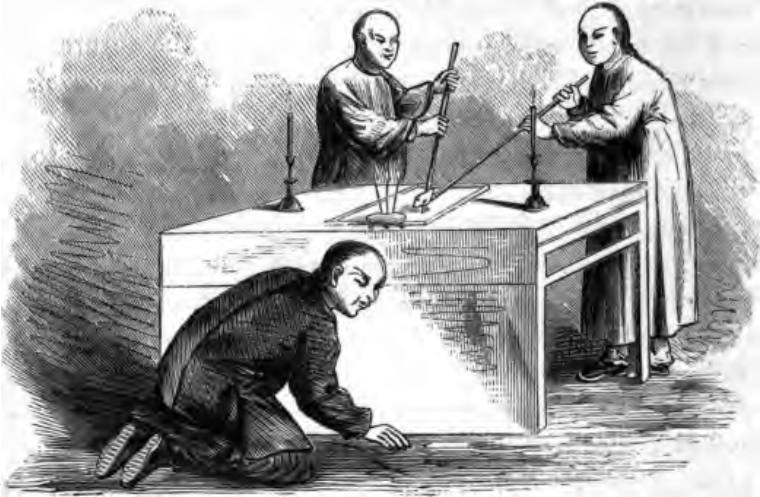
Gravura da prática testemunhada pelo missionário John Livingstone Nevius, em seu livro de 1869.

Com a restauração dos exames imperiais, surgiram mudanças em um quarto desenvolvimento da tradição de fuji, e outros espíritos passaram a aparecer nas sessões, como os espíritos de heróis civis e militares do passado recente; as perguntas eram então direcionadas sobre sucesso ou falhas nesses exames. Tais tendências continuaram a se desenvolver nos períodos Ming (1368–1644) e Qing (1644–1912), e cada distrito passou a possuir pelo menos um altar dedicado à prática. O próprio imperador Jiajing (1522–1566) construiu um jitan (乩壇, "altar de prancheta") especial na Cidade Proibida, e tomou decisões políticas baseadas em revelações de escrita de espíritos obtidas por seu conselheiro Lan Daoxing. No período Qing, vinculou-se bastante ao taoismo.
Não há evidências de que a prática foi exclusiva do taoismo. Ela se constituiu como bem sincrética ao longo da história, combinando moralidade confuciana, conceitos taoistas como de imortalidade e liturgia budista aos mortos. Seus devotos não eram particularmente taoistas. Durante o período Qing, porém, ela fora difundida entre leigos e influiu grandemente sobre essa religião.
Especialistas de fuji também incluíram outros tópicos de consulta e foram constituídos não apenas por literatos, mas também eram igualmente buscados por pessoas não eruditas, com intenção de obter curas e conhecimento dos mortos. Nas dinastias Song, Ming e Qing, um dos principais motivadores da difusão da escrita de espíritos foi o desejo de se conversar com mortos, como em registros de sessões nas quais praticantes queriam saber sobre seus familiares falecidos e entrar em contato com eles. No período Qing e na modernidade, nem todos os textos de fuji são revelados com suporte de grupos sectários, e nem todos os grupos produziam textos.

O aspecto poético dos escritos de espíritos era significativo, em que uma grande parte dos textos recebidos, mesmo os tratados morais, se encontram em formato de poesia. Um culto de escrita de espíritos teve foco no beletrismo: o culto dos Senhores Transcendentes da Vasta Graça e Divina Ajuda (洪恩靈濟真君), devotado aos irmãos Xu na região da cidade de Fuzhou. Ele teria se iniciado em 955, conforme um documento afirma que os espíritos desses irmãos se utilizaram da prática de escrita de espíritos para inicialmente curar pessoas. Essa prática continuou em seus altares até o período Qing. Porém seus escritos revelam o interesse dos membros em textos literários: uma antologia de sua produção, publicada em 1305, contém prosa lírica e poesia de vários gêneros, dentre outros textos e documentos obtidos pela prática espiritual. O imperador Yongle e seus sucessores promoveram e oficializariam o culto, construindo um imponente templo aos irmãos em Pequim, e nele uma estela imperial do período Ming afirma:
"Mais tarde, embora os deuses tivessem se afastado, seus espíritos ainda estavam ativos; eles manifestaram sua presença divina neste templo e há muitos registros fascinantes das tábuas imortais deixadas com seu pincel divino, as pessoas os adoravam com ainda mais devoção"
Embora fosse comum realizar a prática para propósitos ordinários e individuais, o que foi mais atraente e gerou popularidade nas fontes transmitidas eram respostas sobre destinos coletivos, como profecias que se referiam a cenários apocalípticos e mudanças de regime. Isso pode ter sido um motivo de sucessivos banimentos da escrita de espíritos nos regimes imperiais. Ela foi proibida em 1317 e 1370, mas isso teve pouco efeito sobre a sociedade, desde o estrato imperial até aos níveis populares. Também foi considerada ilegal no Grande Código Legal Qing. No início do século XIX, há relato de prisões pelo uso dela em curas de doenças ou quando as mensagens dos espíritos levavam à suspeição de subversão política: em 1815, no relatório do governante de Zhili chamado "Um memorial sobre a prisão de [pessoa envolvida] no crime de incitar e confundir [as pessoas] com fu-chi", encontra-se a descrição de um curandeiro itinerante, Chiang Ying-lung, que foi condenado por uma sequência de eventos após um espírito fazer referência a um príncipe da linhagem Ming e seus associados, durante uma sessão de adivinhação de cura. Chiang foi acusado de "restauracionismo Ming".
A soteriologia do budismo e do taoismo, junto a crises imediatas tais como o período de fome, epidemia e da Rebelião Taiping na segunda metade do século XIX, também configuraram o caráter escatológico de algumas escrituras de espíritos que aventavam uma renovação futura do mundo. Elas não eram, porém, messiânicas ou milenaristas, mas temporalmente indeterminadas.
Na maioria dos casos contemporâneos, as revelações por escrita de espíritos são consideradas por acadêmicos como mais associadas à elite, em contraste a revelações orais populares por médiuns, de espíritos de nível inferior. Porém, isso não pode ser dito a tempos iniciais da Idade Moderna chinesa (séculos X-XV).

### Dinastias Song, Yuan e Ming
Nos períodos Song e Yuan, a evidência documental da escrita de espíritos é encontrada em anedotas, textos revelados e manuais litúrgicos, registrados principalmente por sacerdotes fashi (incluindo literatos iniciados) em altares (tan 壇, grupamentos rituais). De início, foram recebidos poemas curtos ou revelações curtas e específicas, como injunções de cunho moral pelas divindades; porém o estágio melhor documentado de escrituras extensas se deu no século XII tardio.
Nessas dinastias, a escrita de espíritos foi altamente influente sobre a produção das obras chamadas "códigos divinos" (textos sobre o destino e julgamento no além-vida de pessoas falecidas; também chamados "códigos de espíritos", guilü 鬼律; ou "códigos celestiais", tianlü 天律); e também dos livros de moralidade. A partir do período Yuan (1271–1368), sua técnica se tornou o principal meio de se obter livros de moralidade, que antes eram alegadamente revelados por outros meios, como sonhos. Fuji também contribuiu à propagação de rituais taoistas (daofa), embora tenha havido taoistas que também criticaram esse uso não controlado de recebimento de revelações.

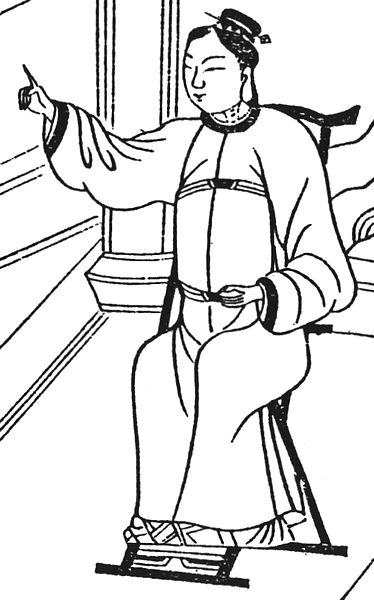
Dama Púrpura com a destra erguida em ilustração da era Ming. Segundo Judith Boltz, talvez isso indique um ato de prognóstico.

As origens da escrita de espíritos foram popularmente atribuídas ao culto da deusa do banheiro Zigu. Talvez por isso, apesar de amplamente buscada por literatos, havia como reminiscência também uma percepção que associava a prática a mulheres não educadas. O costume de buscá-la em oráculos é traçado ao século V, em uma longa tradição oral sobre a deusa, que foi consolidada em hagiografias a partir do século XI. Desse século em diante, relatos abundam sobre uma Dama Transcendente que era invocada ou recebida na prática.
Originalmente, era feita uma prática de adivinhação não escrita, exclusivamente por mulheres em quartos privados, em que uma efígie de palha da deusa recebia perguntas simples e, se a resposta fosse positiva, ela "dançava": supostamente tornava-se pesada e se movia. Ocorre uma transição a partir do período Song em que a escrita se torna o elemento central dela nos relatos, com diversas descrições sobre a perspicácia e habilidade da deusa em escrever poesia e prosa. Talvez essa transição ocorreu devido à mudança de uma audiência masculina letrada e Terry Kleeman afirma que é provável dizer que ela se iniciara no período Tang, em que a dança da efígie pode ter sido interpretada como uma escrita no ar: "Teria sido fácil ver na dança extática da deusa os contornos de um caractere e então concluir que a deusa estava tentando se comunicar". A prática de convidar Zigu continuou muito popular até o Período Republicano, porém em algum ponto desvinculou-se da escrita de espíritos e se desenvolveu de forma independente.
Shen Gua (1031–1095) em "Conversas de Pincel do Riacho dos Sonhos" (Mengqi bitan) e Su Shi (1037–1101) descrevem a estreita vinculação à Dama Púrpura (Zigu). Su Shi faz uso do termo "convidar Zigu" (迎紫姑), que também é mencionado pelo poeta Lu You (1125-1210). Durante essa eventualidade, Su Shi descreve que uma marionete manipulada por crianças escrevia com um hashi, e a deusa manifestava poemas ou contava sobre sua vida; ele também atesta sobre séances realizadas geralmente em domicílios, em que eram feitas perguntas à deusa: em uma delas, um mestre taoista a invocou por meio de uma cesta e obteve uma poesia mística.

Lu You compôs um poema de título "Adivinhação de Cesta" (jibu, 箕卜), com uma rica descrição:
"No primeiro mês, centenas de tipos de ervas são eficazes; de acordo com o antigo costume, convidamos a Donzela Púrpura. Pegamos a peneira de bambu da cozinha e a vestimos com uma saia e um casaco de mulher. [Duas] crianças a sustentam em ambos os lados. Então, elas inserem uma caneta nela e rezam para escrever. Pouco depois, ela parece ficar possuída; ela pode responder perguntas muito rapidamente. Perguntamos sobre os resultados do exame e a resposta não é necessariamente "sim"; obtemos as respostas apenas por diversão. Às vezes, ela escreve poemas e capítulos; vinho e comida são oferecidos conforme a demanda. Ela sai de repente ao ficar satisfeita; [no entanto,] quem poderia segurar sua manga [para impedi-la de sair]? Damos a peneira para a empregada da cozinha e jogamos a caneta no canto da sala. O banquete acabou, e apenas restos de comida sobraram. Qual é o benefício de todo esse caos? Tanto humanos quanto fantasmas são simplesmente estúpidos."
O relato de Chen Shidao (1053–1101) mostra que nem sempre o espírito se identificava como a deusa nas sessões de convidar Zigu: "Um ano, uma divindade desceu e disse: "Eu sou o Transcendente Xu de Penglai." Ele amava poemas e desenhos, conseguia responder a todas as perguntas e podia continuar escrevendo sem descanso. As pessoas suspeitavam que o Senhor Xu era um espírito da mesma categoria que a Donzela Púrpura e, portanto, não deveriam necessariamente tratá-lo como um oficial transcendente". E Guo Tuan (século XII) escreveu: "Após a morte de Yue Fei, os generais e soldados da Fortaleza Xixi em Hangzhou convidaram a Donzela Púrpura, mas Yue Fei desceu e escreveu seu nome de forma agressiva. Todos os presentes ficaram surpresos e assustados. Eles disseram que a assinatura era igual à do próprio Yue".

Nas memórias de Zhang Shinan (século XIII), ele conta:
"Quando eu era jovem, vi meus parentes e amigos convidando a transcendente Donzela Púrpura. Eles inseriam um palitinho de comida em uma peneira e escreviam em uma mesa coberta de cinzas. [Entre as figuras que desciam] estavam aquelas que eram boas em escrever poemas. Todas elas escreviam seus nomes primeiro, e descobrimos que elas eram os literatos dos tempos recentes, como Yuhu, Shihu e Zhizhai. Havia também aqueles que eram capazes de escrever poemas e rapsódias, ensaios de exames, prefácios e posfácios, e assim por diante; a maioria deles é escrita de uma forma rápida e elegante; eles fazem previsões sobre infortúnio e boa fortuna, mas não são eficazes."

Shen Gua registra que muitos dos pares e convidados que observavam suas alegadas composições reconheciam nelas uma habilidade excepcional em verso e prosa. Zhu Yu (c. 1075–c. 1119) afirma que Zigu era popularmente invocada entre seus círculos de conhecidos e relata como testemunha ocular:
"Uma vez observei o espírito descer enquanto alguém sustentava uma pequena cesta trançada (shaoji), perfurada por uma vareta, esboçando palavras em uma bandeja de cinzas. Ela escrevia no papel quando um pincel era adicionado em cima da vareta. Quando nos respondeu, chamava-se Penglai Daxian (Grande Transcendente de Penglai). A maioria eram mulheres com nomes comuns e produziam composições de mérito"
Zhu Yu diz que, em um encontro seu com um médium, o espírito completou um poema cuja rima combinou com um verso que ele havia antes escrito, pelo que ele reconheceu uma assistência divina, pois o médium não tinha capacidade de compor por si próprio. Ele observou, porém, que pessoas analfabetas não obtinham caracteres através do uso da cesta, a qual ficava apenas rodopiando, pois não sabiam escrever.

Conta-se, como registrado em livros que chegaram ao cânone ming Daozang (1445), de maneira amplificada que Zigu teria prescrito a prática da escrita de espíritos. A versão do relato completo que nele chegou é esta (conforme suplementos do século XVI):
"A esposa dele estava com ciúmes dela [de Zigu] e por isso matou-a secretamente e colocou seu cadáver na latrina. As almas-hun dos mortos circulavam e não se dispersavam. Todos os que iam à latrina ouviam o som de lamentos. Houve momentos quando ela sub-repticiamente apareceu à vista. Armas, além disso, apareciam e então ela assumia uma forma de repreensão. A partir daí houve uma grande exibição de peculiaridades numinosas. As pessoas suplicavam-lhe em nome dos falecidos. Quando eles suspendiam uma cesta, ela vinha para baixo e era capaz de prever fortuna e infortúnio. A divindade pereceu no décimo quinto do primeiro mês lunar, então é somente neste mês que ela revela numina".
Os editores do Daozang, porém, facilmente rejeitavam a inclusão de obras sobre escrita de espíritos. O primeiro editor-chefe, Zhang Yuchu (1361–1410), por exemplo, um patriarca da linhagem taoista dos Mestres Celestiais, afirmava que a escrita de espíritos era uma perversão de possessão de espíritos e explicitamente registrou suas advertências contra isso em diretrizes da codificação. No entanto, obras afirmadas como "escritas por espíritos" chegaram a fazer parte de seu conjunto. Dentre elas, Wenchang dadong xianjing ("Escritura da Grande Caverna segundo Wenchang", 文昌大洞仙經) é reconhecida como composta pela "descida do pincel no terreiro de fênix" (jiangbi yu luantai 降筆於鸞臺), revelada em 1168 ao médium Liu Ansheng. Seu santuário de escrita de espíritos, chamado "Altar da Misteriosa União na Vacuidade de Jade", é considerado um dos primeiros locais taoistas que se dedicaram à prática.
A prática de "sustentar a cesta" (fuji), inicialmente associada à deusa Zigu, desenvolveu-se por volta do final do período Song do Norte com crescente institucionalização, em que surgiram associações centradas na prática e voltadas à instrução do público a partir de mensagens de escrita de espíritos, em salões na capital Kaifeng e região. Ela foi vista como uma ameaça e proibida pelo governo, como parte de medidas de reforma religiosa do reinado Chongning (1102–1106) em diante que afetou médiuns, altares e outras associações. As autoridades demoliram esses salões, mas a repressão durou pouco tempo. No período Song do Sul, a prática continuou florescendo com as mesmas finalidades de se compor poesias e prever o futuro, mas seus métodos, instrumentos e transcendentes invocados se tornaram mais heterogêneos. Também se tornaram mais variados os locais em que era praticada, desde ambientes privados a templos budistas e mosteiros taoistas. As Montanhas Wudang eram um dos locais mais proeminentes ao budismo e taoismo e seus mosteiros, ocupados pelos taoistas, estão entre as primeiras localidades a consistentemente praticarem e divulgarem textos atribuídos à escrita de espíritos, a partir do período Song do Sul. Elas eram atribuídas a Zhenwu (Xuandi) e algumas dessas produções foram altamente influentes no taoismo da região e mesmo na literatura em geral por vários séculos.
A prática de escrita de espíritos era intimamente conectada a oráculos, a ponto de a maioria dos conjuntos oraculares do Daozang ter sido composta por deidades associadas a ela, e pelo menos um deles é explicitamente afirmado como tendo sido recebido por esse procedimento. Oráculos recebidos por escrita de espíritos incluem os de Wenchang, ou um conjunto relatado por um literato da dinastia Song, que o aprova e o afirma como tendo sido revelado através de jibi (箕筆).
Fora também incluído no Daozang um manual de instruções para escrita de espíritos chamado "Ritual para Evocar a Dama Púrpura Transcendente" (Fahai yizhu), o qual foi suprimido em edições posteriores do cânone em 1923–1926. Nele, há trechos como encantamentos para chamar a descida dos transcendentes:
| "Divino pincel, com um oscilar e tremular, Difundindo fragrância para sempre. Que a escrita de selo que eu agora apresento A todos os quadrantes disponha estas convocações às alturas. Que a carruagem nascida das nuvens, pelo redemoinho impelida, A este local numinoso desça célere." |  |
| |  |

Poderia ser realizada conjuntamente com um sacerdote taoista e um médium de possessão, como em uma história de 1157, em que o sacerdote pergunta a um Imortal e recebe um decreto escrito espiritualmente (xianzhi, 仙旨) para construir dois pavilhões: um para cura talismânica, e outro para adivinhação mediúnica do tipo "luz perfeita".
De início, uma grande parte das divindades associadas com a escrita de espíritos era das tradições de especialistas taoistas (daofa). Dentre elas, foram notórios os generais do trovão (ou divindades do trovão), que se manifestavam furiosos e enérgicos: Senhores Xu, Deng, Xin, Tianyou, mas principalmente Zhenwu. Isso estava em continuidade com as antigas práticas de se manipular espíritos marciais violentos em rituais de presença divina que, realizados de forma aberta e pública, geravam impacto visível e comunal: as pessoas poderiam interagir com as divindades, e a prosperidade do culto e do sacerdote dependia do sucesso. Assim, buscava-se constantemente inovação nas técnicas.

No período a partir do século XII, também o Tearca da Literatura Wenchang passou a se associar ao conhecimento salvífico para a iluminação de seres vivos, cujas revelações em escritos de fuji alegadamente inaugurariam um novo ciclo de tempo (kalpa). Em uma obra de escrita de espíritos de 1181, o "Livro sobre as Transformações do Lorde Wen" (Wendi huashu 文帝化書), registra-se que o espírito do patriarca teria afirmado:
"Altamente recomendado pelo Mandato Celestial, minha posição foi elevada ao Portão Dourado. Normalmente dou um passeio no Céu do Vácuo Roxo e levo meu espírito para visitas e inspeções [no mundo humano]. No entanto, desci à Terra cada vez mais à medida que o mundo mudava. [O mundo humano] está cheio de degradação moral, ganância, superficialidade e engano. É mais difícil extinguir todos eles, mesmo quando a catástrofe do kalpa está prestes a ocorrer. Assim, eu me manifesto e me ilumino através da fênix [da escrita de espíritos]."
O culto de escrita de espíritos de Wenchang surgiu em Zitong, onde a divindade era originalmente uma cobra, mas se tornou assimilada a outro antigo culto da constelação Wenchang e recebeu um título de Senhor Imperial, elevando-se como um burocrata celeste. Uma rede de devotos produziu suas revelações em vários locais de Sichuan, a mais antiga datando de 1168. O termo feiluan, para o instrumento de madeira em formato de fênix usado na escrita de espíritos, era original dessas comunidades, e também lhes era específica a técnica que não empregava um médium (escrita direta): o instrumento "fênix" era posto suspenso por uma corda sob vigas, em uma sala fechada, de nome Jiangbiting (降筆亭). Os devotos aguardavam do lado de fora até escutarem um sino, quando então entravam na sala e encontravam várias folhas de papel com textos escritos. Mas essa técnica não era exclusiva desse culto e foi mencionada em vários outros contextos. Por exemplo, no culto para o Imortal Huang, era posto um pincel suspenso em frente de seu retrato; e em um templo dos Nove Transcendentes, os clientes fiéis e o sacerdote ofereciam papéis em branco no santuário, aguardando do lado de fora, até escutarem o barulho do pincel sobre a mesa e encontrarem-nos escritos. Um literato da dinastia Song descreveu a chamada "escrita de espíritos dentro de um livro fechado" (封書降筆) como sendo a mais misteriosa, porém a criticou como uma fraude.
As revelações de Wenchang se tornaram populares e Fang Hui (1222–1307), um alto oficial, atacou-as pelas tentativas que estavam ocorrendo de associá-las ao imperador Lizong para lisonjeá-lo:
"Hoje em dia, as técnicas de escrita de espíritos com uma fênix e uma prancha suspensa, de deuses tais como "Grandes Imortais" ou Ziru, são todas fraudes. E não há fraude que tenha encontrado tamanho estrondoso sucesso qual o de Zitong."
Também tão importante quanto o culto de Wenchang foram as revelações espirituais do Transcendente Lorde Xu, que faziam parte da tradição da "Liturgia Filial e Leal, Pura e Brilhante" (淨明忠孝法, ou simplesmente Jingmingfa). Um manual canônico descreve a prática como tendo sido feita por Transcendentes em 1131, e o conteúdo dos textos produzidos envolve procedimentos rituais, alquimia interna e autocultivo. É nesse contexto que aparecem pela primeira vez textos pedagógicos e de diálogos obtidos por escrita de espíritos, em que se registravam perguntas feitas por discípulos e respostas dadas pelo mestre transcendente espiritual, o que lembra o estilo do gênero literário "registros de ditos" (yulu), feito entre mestre e adeptos. Também aqui se encontram os mais antigos registros sobre a prática de se receber um "édito imortal" (xianzhi) para se realizar a iniciação de adeptos, uma prática que ainda continua atualmente.
O modelo do Jingming de congregar seus adeptos em torno de um altar (tan) é o mais antigo registrado, e também foi presente em grupos do culto de Wenchang e de Zhenwu. Com o surgimento de altares de escrita de espíritos no século XII, originou-se a ideia de que os membros leigos poderiam se tornar discípulos (dizi) permanentes de uma divindade e sua comunidade. Esses altares também ofereciam serviços rituais mundanos, como curas e conselhos, um papel que ainda é desempenhado nas suas derivações institucionais dos dias de hoje.
A tradição litúrgica do Salão de Jade foi afirmada pelo seu fundador Lu Shizhong como tendo sido em parte transmitida através da escrita de espíritos, de 1107 até 1158.
Nesse período moderno inicial a partir da dinastia Song, os textos produzidos por escrita de espíritos eram em maior parte instruções ou comentários sobre escrituras já existentes, ao invés de revelações originais. Essas divindades comentavam, por exemplo, sobre o Tao Te Ching ou outros textos magistrais do taoismo.
Houve alguns escritos com conteúdo novo endereçado à coletividade, os mais famosos sendo profecias políticas de Zhenwu, recebidas por escrita de espíritos durante as guerras entre Jin e Song, e depois durante a invasão mongol da China. Poucas profecias eram originadas por escrita de espíritos nesse período, pois que havia outras maneiras de revelação, mas esse meio se tornaria muito frequente no século XIX, quando todas as profecias passariam a se utilizar do enquadre escatológico oferecido pelas antigas profecias escritas por espíritos. Goossaert chama essa característica própria das revelações por fuji pelo nome "escatologia de elite moderna": sua forma se baseia em uma ameaça iminente de apocalipse, decidida pelo Imperador de Jade, porém protelada com um ultimato, sem data limite fixa; as profecias desse tipo advertem que o Imperador de Jade estaria enviando deuses de escrita de espíritos para a reforma moral da humanidade.
O oficial Yue Ke criticou, no início do século XIII, a proliferação de "lojas de comércio" taoistas para prática de escrita de espíritos nas ruas da capital Hangzhou, e sugere medidas estatais tal qual o decreto de 1116, que eliminou práticas semelhantes na capital Kaifeng. O decreto afirmava: "[Rufiões] usam a escrita de espíritos para construir templos e reunir multidões, e dar [a seus deuses] títulos tais como Digno Celestial ou Grande Imortal; as palavras que eles escrevem são inúteis e suas palavras faladas são sem sentido".
Continuando os banimentos da escrita de espíritos feitos durante as dinastias Song e Yuan, o primeiro imperador da dinastia Ming, Hongwu, emitiu um édito em 1370 proibindo "todas as técnicas incluindo médiuns, fuluan, preces a santos, escrever talismãs e água encantada". O banimento pode ter sido motivado pela natureza política das profecias, mas muitos dos escritos de espíritos eram pró-regime e antirrebelião, além de muitos oficiais imperiais poderosos a praticarem. Poucas vezes a lei era aplicada.
Esse édito continuava as ordens de proibição emitidas por oficiais desde o período Yuan inicial e foi incluído depois no Código do Grande Ming, de maneira que a escrita de espíritos da forma de "suportar a fênix" era ilegal durante a dinastia Ming. Assim, há poucos registros dessa prática pública nesse período inicial e a maioria sabia que ela poderia ser praticada apenas de forma privada. Mas os relatos de "sustentar a cesta" e "invocar transcendentes" eram comuns, pois esses termos técnicos não haviam sido especificamente citados na lei.
Os cinco maiores estágios dos "33 estágios do grande método para o registro precioso de se penetrar os céus", no Tianghuang zhidao taiqing yuce, referem-se à escrita de espíritos, incluindo os métodos da "Fênix da Caixa Selada", "Fênix suspensa por um fio" e "Fênix da caneta sustentada". Elas eram realizadas, porém, de forma interna pelos taoistas. Nos séculos XV e XVI, os relatos de transcendentes invocados na sustentação de cesta são abundantes, indicando que a proibição legal era fútil. O renomado oficial Du Mu (1459–1525) afirmou: "às vezes, acontece que os espíritos e deidades descem no pincel. Recentemente, vi isso na casa de um Senhor Zou. Foi verdadeiramente maravilhoso". Dentre episódios citados em outras obras, a suposta aparição espiritual de Cheng Minzheng, que havia recentemente morrido na indigência após ter saído prisão, causou uma sensação entre os círculos de escrita de espíritos dos literatos; em outro relato, uma entidade teria descido para encontrar o cadáver de uma pessoa.
A utilidade da prática superava os receios de divulgá-la e realizá-la, sabendo-se que era ilegal. Além das funções tradicionais de compor histórias, poesias, pinturas e previsões, servia também para adivinhar os destinos do país e influenciar a política. Li Zicheng (morto em 1487) foi o primeiro a empregar a escrita de espíritos para influenciar a corte, tendo ganhado grande recompensa do imperador Xianzong alegadamente após ter conseguido invocar a alma de seu filho morto. A confiança do imperador aumentou ainda mais quando Li invocou divindades. Li conquistou um alto cargo que orientava diretamente as decisões imperiais e a escolha de oficiais, a ponto de uma pessoa acusá-lo de que ele estava destruindo a política por meio de seus métodos heterodoxos. Por cerca de 17 anos, ele influenciou a administração por meio da escrita de espíritos. Após a morte do imperador, Li foi sentenciado à morte. O mestre taoista Lan Daoxing foi acusado de influenciar o imperador Jiajing com falsas mensagens atribuídas a espíritos; relatos contemporâneos indicam que esse imperador costumava demitir e prender oficiais com base em mensagens espirituais. Os indícios apontam que ele não tolerava quando as pessoas usavam a escrita de espíritos para fins pessoais e intervir na política da corte. Assim, ao posteriormente considerar que Lan Daoxing estava abusando da prática e realizando intrigas, ordenou que ele fosse executado.
A partir da metade do período Ming, o uso da "caneta" ou vareta, feita de madeira de pessegueiro, tornou-se o convencional para realizar e descrever a escrita de espíritos, substituindo a cesta.

### Período Ming tardio, dinastia Qing e após
No final do período Ming, houve uma grande mudança: textos de escrita de espíritos surgiram em massa e substituíram outros modos de se obter revelação. Na era Wanli (1573–1620), a escrita de espíritos se tornou uma atividade corrente entre aqueles com pelo menos algum grau de alfabetização. Houve produção maciça de livros de moralidade relevados por ela, os shanshu, e também o número de seus altares se multiplicou. Eles se direcionavam agora a um público universal, e os altares abandonavam seu sigilo por receberem instruções das entidades para que se fizesse a divulgação. Houve, assim, publicações de instruções e de séances de pergunta e resposta entre membros e os imortais.
A escrita de espíritos tornou-se integrada na cultura literária do período imperial tardio, acumulando-se em maior parte sob a forma de poesia, mas também se encontram prefácios, cartas, diálogos e até uma peça de teatro supostamente escrita por espíritos. A prática ganhou notoriedade em romances da época, sendo descrita no Rulin waishi e em O Sonho da Câmara Vermelha. Mesmo sendo uma prática taoista, foi utilizada inclusive em uma narrativa da história oficial de Altã Cã, o Sutra da Joia Translúcida de 1607, para legitimar o poder do Dalai Lama e a autoridade do budismo tibetano frente ao xamanismo mongol e os especialistas taoistas chineses, em que o lama aparece realizando-a: "Quando ele fez sua adivinhação, as cinzas do incenso queimado tornaram-se claramente letras dos deuses, e os chineses o reverenciaram e elogiaram".
Dos séculos XVII a XIX, centenas de tratados recebidos por fuji eram direcionados a grupos sociais específicos ou problemas morais específicos, e a prática de recitação diária de escrituras e comentários de clássicos produzidos por escrita de espíritos se tornou comum entre os eruditos. Antologias de clássicos se tornaram secundárias em relação à autoridade das revelações por escrita de espíritos.
Ocorreu também a ascensão de um novo tipo de altar com diversas inovações, embora houvesse continuidade com os antigos altares de fuji: os jitan (乩壇; "ji" se refere à técnica de escrita de espíritos com um instrumento de madeira em formato de Y ou T), que eram grupos voluntários abertos, geralmente formado de pessoas educadas e atendidos por uma multidão, com finalidade de autocultivo e salvação universal pela reforma moral. Novas divindades com eles emergiram, como o patriarca Lü e patriarcas históricos do Quanzhen, como Qiu Changchun. O ambiente de grande monetarização, erudição, cultura impressa comercial e busca religiosa gerou grupos ativistas da aristocracia, com ideologia de autocultivo e caridade, os quais fomentaram os jitan e também os "salões de caridade" (shantang, 善堂), muitas vezes atrelados aos ensinos de escrita de espíritos. Essas instituições de caridade e grupos de fuji de elite eram tolerados e se tornaram talvez o principal local de socialização da aristocracia.
Locais públicos para a prática se multiplicaram, em que qualquer um poderia pedir conselhos por escrita de espíritos, como no Shizhushan, dedicado aos Nove Imortais. Nesse templo, além de operar por revelação em sonhos por incubação, também servia de centro de escrita de espíritos. Lá, uma divindade responsável por isso era Chen Tuan, além dos Nove Imortais, que produziam poesia, inscrições e até mesmo desenhavam retratos. Monges budistas financiaram o local entre 1640 e 1650, e, ao retornarem ao Japão, fundariam a linhagem Ōbaku Zen e relatariam o sucesso da prática de escrita de espíritos.

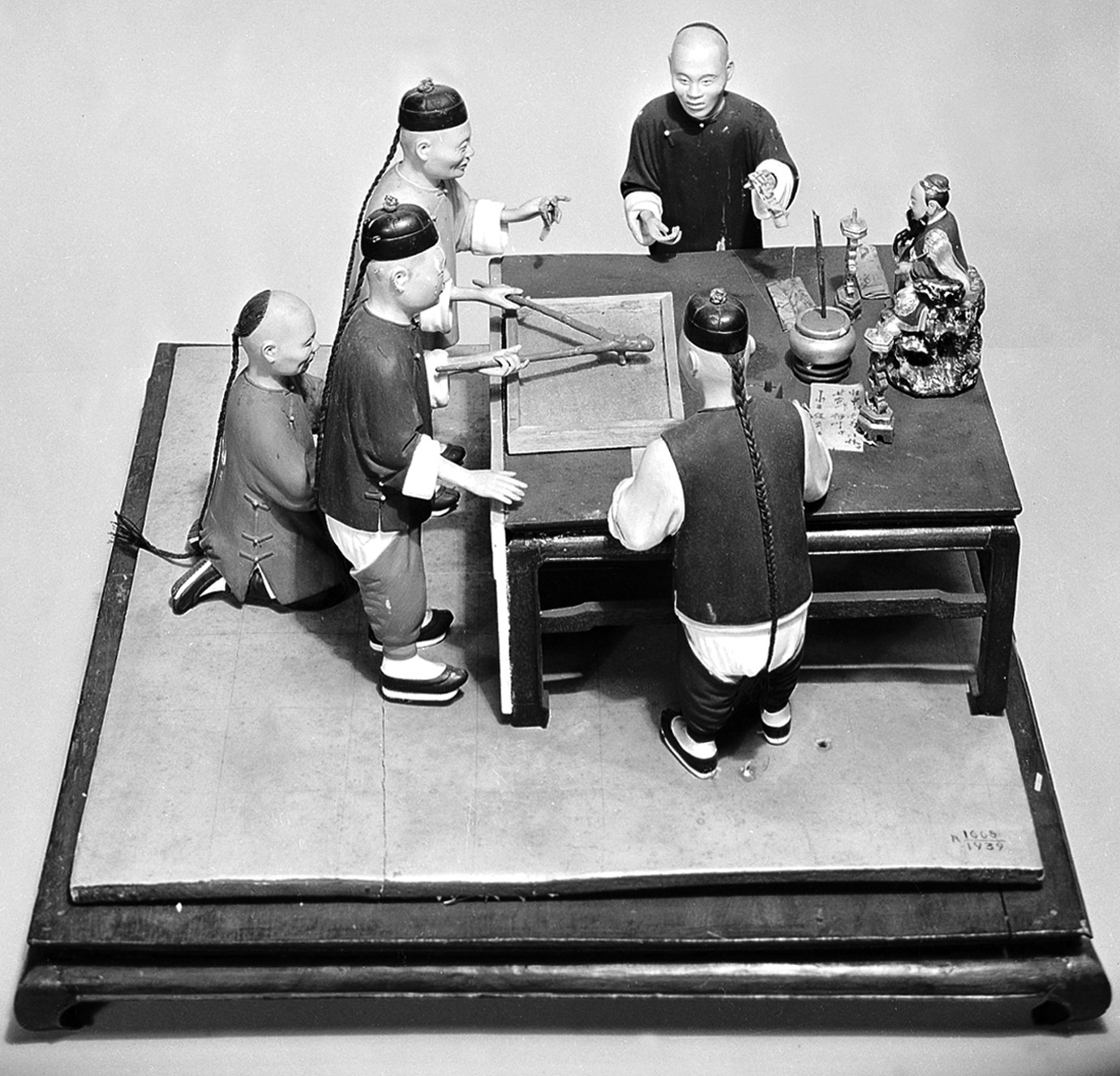
Modelo ritual de fuji com chineses do período Qing, representados com o estilo manchu.

A partir do período Qing, a escrita de espíritos promoveu uma reforma no taoismo. No século XVII, livros inteiros de ensinamentos éticos foram compostos por meio dessa técnica. Ela difundiu a prática leiga da doutrina taoista, e foi formada uma rede de grupos de escrita de espíritos em várias cidades, para produção, circulação e compilação de textos entre associados devotos. Entre 1700 e 1858, uma rápida circulação e leitura dos textos era feita entre os grupos, que comentavam suas ideias e os adaptavam e republicavam. Muitos eram membros participantes simultaneamente de diversos grupos de escrita de espíritos, em vários santuários. Isso levou a um intenso processo de canonização. Os principais imortais aos quais se atribuíam as comunicações nesse período incluíam Wenchang, Lüzu, e Guandi, divinizados. Havia engajamento e competição na promoção das deidades que encabeçavam cada grupo, com ímpeto de produzir escrituras e cânones "melhores", em grandes projetos muitas vezes custosos.

Suas obras se dividem nestes tópicos: textos de autocultivo (muitas vezes poéticos), sobre alquimia interna e transcendência; livros de moralidade (shanshu) e instruções para a ação; textos litúrgicos ao grupo; e escrituras (jing) como doutrinas salvacionais. A maioria dos grupos de fuji não produziam obras escritas, no entanto. Outros abandonavam essa atividade em algum momento. Registra-se que muitos apenas se destinavam a respostas para necessidades individuais. Em requisições nas séances pelo poeta Chen Wenshu no início do século XIX, por exemplo, há registro de transmissão de instruções sobre o cultivo de práticas sexuais, ou afirmações sobre vidas passadas suas e de sua esposa, que transformaram seu senso de autoidentidade e conferiram a ambos prestígio social. Ele escreveu sobre uma das revelações:
"Hoje, recebo mais revelações da Dama do Caminho e sei que a sabedoria dela [a esposa Madame Guan] superou em muito a minha. Não nos vejo mais apenas como marido e mulher. Então, mudei minha maneira de me dirigir a ela, chamando-a de irmão de parentesco celestial desapegado"
No período imperial tardio, a escrita de espíritos também contribuiu à proliferação e categorização da "poesia de fantasmas" como um gênero literário à parte, que se desenvolveu a partir de atribuições anedóticas de autoria sobrenatural a versos desde o século XI. O reconhecimento se deu primeiro na codificação feita pelo bibliógrafo Mei Dingzuo (1549–1615), os Registros de Fantasmas Talentosos, que incluíam poesias obtidas por fuji em seus últimos capítulos. Nessa época, havia mais nomes e apreciação para autoras femininas alegadamente sobrenaturais do que para mulheres que escreveram em vida. Na antologia reunida pela escritora e crítica Wang Duanshu (c. 1621–1706), ela relata sobre uma menina contemporânea de Nanquim que praticava fuji e dizia receber Yu Xuanji, uma famosa cortesã, freira e poeta da dinastia Tang, dentre outras entidades; Wang Duanshu afirma: "Não há necessidade de perguntar se este evento realmente ocorreu ou não. Mas o poema tem um sabor imortal e não parece uma invenção de uma pessoa posterior".

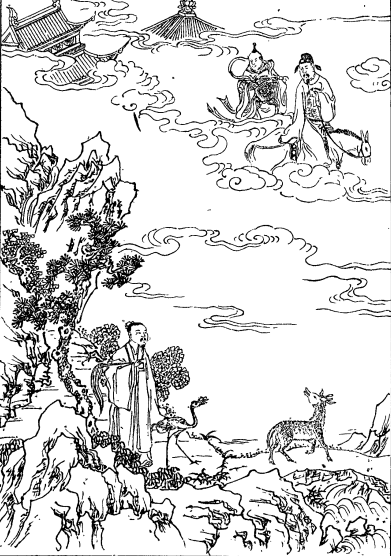
You Tong recebendo emissários espirituais do Gabinete de Jade (desenho encomendado pelo escritor à sua autobiografia, de c. 1694). Segundo Judith Zeitlin, havia uma tendência romantizada do período Ming tardio e da elite praticante de fuji no delta do Yangtzé de ocultar os meios utilizados para receber as comunicações, como é o caso dessa ilustração: "A ausência do médium no registro literário aumenta correspondentemente a impressão da presença independente do espírito".

Por outro lado, a valorização da autoria feminina, que aumentara devido à proeminência das mulheres na poesia de fantasmas e com a ascensão do culto de qing, também influenciou a maior busca de invocação de mulheres na escrita de espíritos. O anseio dos literatos de se comunicarem com poetas servia também para terem provas de sua própria imortalidade literária futura, e além do mais havia um topos de se comunicar com espíritos de mulheres imortais, idealizadas. A poesia feminina, geralmente desvalorizada e perdida em vida, recebia interesse pelo público masculino em garantir sua permanência e continuidade pelo fuji. Isso ocorreu, por exemplo, na imortalização da poeta Ye Xiaoluan (1616–1632) por sua família, através de invocações de seu espírito em séances de fuji. As descrições das sessões realizadas em sua casa por seu pai, Ye Shaoyuan, estão entre as mais dramáticas e detalhadas já registradas. Assim, o culto de qing também influenciou o escritor You Tong (1618–1704) em suas consultas a espíritos de mulheres, e o amor (qing) foi utilizado na explicação de Wang Qi (1530–1615) para a escrita de espíritos: "[se] a raiz do qing permanece intacta, então [o espírito] terá algo a que se apegar".
No final do período Ming, altares e cultos dedicados a espíritos femininos incluem aquele à jovem falecida Jinxianzi, em Zhangzhou, e o culto de Tanyangzi. Ambos ganharam grande proporção entre os literatos, continuando até o período Qing. Os encontros da comunidade literata em torno deles serviam para relaxamento; troca de poemas atribuídos às divindades espirituais, que eram compilados posteriormente; cultivo próprio e culto da castidade feminina; e comunicação com mulheres falecidas da família ou outras imortais.
O clero budista em geral desaprovava a prática do fuji, considerando seus ensinamentos suspeitos e inverificáveis. Houve exceções, como os monges Mingxi e Yinyuan Longqi (1592–1673): este último estabeleceu no Japão a escola zen Ôbaku, onde realizava ativamente o intercâmbio com imortais pela escrita de espíritos. Alguns comentários "escritos por espíritos" chegaram a um cânone budista do período Qing. Mas nenhuma divindade budista importante surgiu na produção de escrita de espíritos antes das revelações de Guanyin, na metade do século XIX, e do culto de Ji Gong, de 1880 em diante. Por vezes, alguns clérigos taoistas e confucianos também a criticavam, estes úlitmos, porém, com um direcionamento a médiuns e textos específicos.

Havia ceticismo e crítica contra a prática de "prescrições divinas" obtidas pela escrita de espíritos, mas por outro lado era grande sua popularidade. Na literatura do início do final do período Ming e início do período Qing, sua busca era percebida como o último recurso, quando todos os métodos tradicionais falhavam. Médicos da corte também podem ter influenciado o discurso sobre a busca de prescrições divinas, inclusive por parte do Imperador. Houve muita oposição de estudiosos contra os remédios divinos ao final do período Qing e no Período Republicano, mas há obras de médicos renomados como Xu Dachun (1693–1771) que defenderam a prática, como no prefácio em seu tratado de 1757:
"Este fenômeno é bastante estranho e ainda tem seus aspectos lógicos. Afinal, a escrita espiritual é sobre o momento oportuno (ji, 機). O chamado do coração das pessoas pode chegar a qualquer lugar. Se alguém busca sinceramente a cura, deve haver espíritos ou divindades capazes de curar que responderão. Embora possam não ser genuinamente Chunyang ou Zhongjing, eles podem ser aqueles do passado que eram sábios em princípios médicos, mas morreram antes do tempo. Seus espíritos, ainda não dissipados, vagam entre o céu e a terra, aparecendo em resposta ao chamado para demonstrar sua habilidade. Quando o paciente se recupera como esperado, é considerado um encontro afortunado (com os espíritos) que aconteceu. Isso também tem sua própria lógica. Embora as prescrições possam não ser totalmente eficazes, elas carregam significados essenciais. Isso contrasta com os médicos modernos, que frequentemente usam medicamentos contraditórios que prejudicam as pessoas e, em momentos cruciais da vida e da morte, eles relutam em dizer coisas com certeza, isso porque os segredos celestiais não podem ser vazados tão facilmente. Quanto às prescrições ininteligíveis e pouco ortodoxas, elas provavelmente são o resultado de escrita espiritual não qualificada ou de pacientes insinceros, e (essas prescrições) não podem ser consideradas prescrições divinas genuínas."
A constituição dos grupos de fuji muitas vezes era determinada por famílias ou linhagens, e havia um papel localista de que os literatos juravam publicar suas revelações. Os santuários de escrita de espíritos serviam muitas vezes como clubes de elite em vilas e vizinhanças, em alguns lugares até mesmo competindo com academias. Havia, entretanto, participação voluntária por pessoas de vários estratos sociais e uma solidariedade religiosa que superava as hierarquias oficiais. O ativismo em escrita de espíritos era uma forma válida de prestígio, tanto quanto outras carreiras. Na era Qing em geral, os contadores de fortuna eram importantes como equivalentes aos modernos psicólogos em sua função de atendimento, alívio e regulação social, e, segundo Richard J. Smith, as associações de escrita de espíritos, além de fornecerem uma identidade grupal para além da família, deram esperança a indivíduos excluídos de rotas convencionais ao avanço social e econômico.
O surgimento de uma classe de literatos altamente educados, porém desempregados e frustrados com a política, foi também um fator importante nessa época, pois buscavam significado social pela participação nesses grupos e em suas práticas de caridade.

A partir do começo do século XVII, altares de escrita de espíritos (também chamados "salões de fênix") também se multiplicaram em ambientes domésticos privados, por pequenos grupos encabeçados por literatos. A prática de escrita de espíritos solitária (bilu) ganhou reconhecimento e foi codificada nessa época, sendo realizada por exemplo por Peng Dingqiu (1645–1719). Às vezes a prática privada envolvia somente o consulente, por interesses pessoais, como foi feita pelo poeta You Tong e por Lu Xixing. Porém práticas sem supervisão ou fora dos ritos convencionais eram criticadas, como por exemplo escreve o erudito e pintor Mao Xianglin em 1870:

"Aqueles [entre os escritores de espíritos] que transmitem talismãs e registros de ordenação reúnem-se à noite em um lugar tranquilo; queimam talismãs e entoam os encantamentos, depois os deuses se fazem presentes no ji, e perguntam-lhes sobre o futuro; as respostas divinas são muitas vezes precisas. Hoje em dia, a maioria [dos grupos de escrita espiritual] se reúne com o propósito de ensinar às pessoas os caminhos divinos e não usa talismãs e encantamentos. Eles apenas montam seu altar e cantam as escrituras e depois curam as pessoas. Eles não discutem a retribuição divina [aos indivíduos]. Eles falam principalmente de boas ações, então as pessoas contribuem com dinheiro, que dizem que usarão para tal ou qual projeto de caridade. Na verdade, isso é apenas usar a escrita de espíritos para arrecadar dinheiro, já que as pessoas são facilmente crédulas quanto a isso. Quanto à minha própria experiência com talismãs e encantamentos, tenho visto casos em que eram eficazes e casos em que não eram."
Muitos desses literatos foram devotados ao culto do imortal Lü Dongbin. Ele fora canonizado e cultuado como patriarca taoista, tendo se proliferado como guia espiritual entre os grupos de escrita de espíritos. Lü havia começado a se comunicar por pranchetas em algumas células no século XVI. Em um exemplo de obra, Bapin xinjin ("Escritura Imortal em Oito Capítulos", 八品仙經), de 1589, contém uma descrição por Li Yingyang em seu prefácio de como fora obtido:
"O Bapin xinjin desceu do Patriarca Lü através da escrita espiritual. O primeiro e o segundo capítulos foram recebidos em Guangling 廣陵 [Yangzhou 揚州]; o terceiro e quarto capítulos em Jinling 金陵 [Nanjing 南京]; a quinta escritura em Piling 毘陵 [Changzhou 常州]; o sexto e sétimo capítulos em Xinzhou 信州 [Shangrao 上饒]; e os oitavos capítulos em Linjiang 臨江 [Zhangshu 樟樹]. O Patriarca Lü transmitiu esses capítulos a todos os seus crentes para uma circulação mais ampla.
O Senhor Imperial pediu a seu discípulo Qixuanzi 啟伭子 de Guangling para reunir e publicar os oito capítulos. O discípulo Li [Yingyang] escreveu o prefácio desta compilação das escrituras do Patriarca Lü. Depois que Qiuanzi terminou de coletar e editar os oito capítulos, ele prometeu à imortal feminina Ho [Xiangu] 何仙姑 e ao imortal Zhang Ziyang 張紫陽 realizar uma revisão por prancheta. O último xinjin de Bapin foi impresso no altar [de Qixuan zi] chamado Pavilhão da Reunião de Imortais 集仙樓 localizado em Wandian 萬店 [de Guangling]."

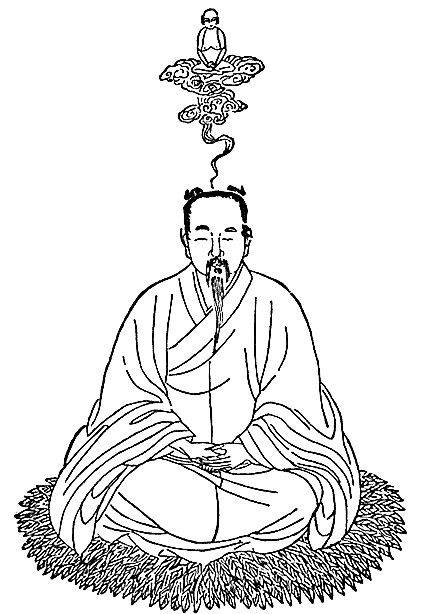
Ilustração do texto alquímico O Segredo da Flor de Ouro, obtido por escrita de espíritos e publicado no século XVII.

Esses grupos de leigos receberam continuamente alegados textos espirituais sobre o autocultivo e refinamento alquímico interno. Um dos textos taoistas mais conhecidos modernamente como um clássico religioso chinês, principalmente entre círculos psicológicos, foi obtido por esta técnica: O Segredo da Flor de Ouro (Jinhua zongzi 金華 宗旨), que foi grandemente popular na dinastia Qing e difundido no Ocidente após a tradução por Richard Wilhelm e divulgação por Carl Gustav Jung, embora receba atualmente pouca atenção no Oriente. Ele é um tratado esotérico de neidan, em que se afirma que, graças ao texto, os praticantes alcançariam a imortalidade anunciada na profecia da Areia do Dragão. Em estudos conclusivos por Monica Esposito e Mori Yuria, confirma-se que o livro foi produzido pela escrita de espíritos de grupos de dois altares devotados a Lü Dongbin: Bailong jingshe ("Assembleia Pura do Dragão Branco", 白龍精舍) e um ramo de Gu hongmei ge ("Antigo Salão de Ameixa Vermelha", 古紅梅閣) em Piling. Os membros de ambos se referiam como pertencentes à escola do Puro Brilho (Jingming dao, 淨明道), associada ao culto do imortal Xu Xun.

No começo da dinastia Qing, havia seguidores de Xu Xun que recebiam textos de práticas alquímicas contemplativas (alquimia interna) e de autocultivo por meio de escrita de espíritos. Esse volume de O Segredo da Flor de Ouro foi recebido de início de forma incompleta em um primeiro grupo, em 1688; ficou inacabado quando sete de seus recipientes faleceram. Em 1692, foi continuado pelo outro grupo. Alega-se que os ensinos de Xu Xun foram transmitidos por espíritos intermediários: Lü Dongbin, Qiu Chuji e Tan Chuduan. Como os escritos de Xu Xun haviam desaparecido por gerações, o texto foi considerado pelos membros do Puro Brilho como exigindo a fundação de uma nova seita taoista, que foi chamada de "Linhagem Ritual da Grande Unidade". Pan Yi'an (彭伊安), um dos recipientes da obra, descreve processo de composição inicial de sua primeira parte:
"Pelo que me lembro, foi no ano wushen [1668] que nosso santo patriarca Chunyang [isto é, Lü] começou a transmitir as 'Instruções'. Ninguém além destes sete recebeu esta transmissão. O ensinamento mais profundo foi [expresso em] não mais do que uma ou duas palavras. Não podia ser colocado em palavras e letras. Depois, os sete questionaram o Patriarca em detalhes. Como nosso santo patriarca não poupou misericórdia em dar esclarecimentos, [seus ensinamentos foram] compilados por dias e meses. Eventualmente, eles compuseram um volume."
Do século XIX em diante, surgiram altares que se diziam confucianos ou budistas. Mas seus modelos se derivaram daqueles que seguiam liturgia taoista desde o século XVII. Altares taoistas de escrita de espíritos se diferenciavam de outros associados ao confucianismo e seitas populares. Os taoistas estampavam a técnica com consciência de linhagem e do sistema de sua tradição, enquanto os últimos eram mais sincréticos e veneravam deuses populares. Altares taoistas também eram independentes das instituições de suas escolas, e possuíam um caráter congregacional. Por vezes, os jitan se tornavam salões dentro de templos públicos.
Por outro lado, altares de fundamento confuciano podem ter sua origem traçada também ao século XVII, principalmente no programa estabelecido por Peng Dingqiu, que formou um altar ao final da década de 1670 e publicava escritos de divindades que diziam seguir o ensinamento do Cheng-Zhu. As comunicações obtidas por Dingqiu exortavam a transformação ética e repreendiam a busca literária vã. Muitas delas eram atribuídas a deidades confucianistas e promoviam uma síntese de doutrinas. A partir desse altar, seguiu-se uma discussão sobre a ortodoxia das comunicações espirituais no confucianismo, com base nos textos clássicos, e a reverência destes foi seguida pelo bisneto de Dingqiu, Peng Shaosheng, que fez compilações das comunicações e consolidou o legado do altar da família nos anos 1770. As conversas que Dingqiu fizera com supostos luminares confucianos influenciou a definição que ele fez de um panteão confuciano, o qual teve impacto na Ásia Oriental, junto com suas comunicações espirituais e livros que ele escreveu. Dingqiu supervisionou o altar por cerca de 45 anos e, após sua morte, outros altares frequentados por confucianistas foram derivados de seu modelo.
Membros de altares de escrita de espíritos tiveram papel importante pelo seu ímpeto de reformar o taoismo, divulgando ensinos leigos em contraposição aos métodos tradicionais de ritos esotéricos por sacerdotes taoistas tradicionais. Apesar disso, não houve abandono do uso da prática pelos especialistas taoistas fashi; por exemplo, o famoso mestre taoista Shi Daoyuan (1616–1678) a empregava em seu templo, e também o monge Gao Rentong (1841–1908). Entre 1912 e 1914, ritos judiciários feitos por uma linhagem taoista em Guizhou, com a finalidade de se resolver disputas legais, culminaram em ampla documentação feita por escrita de espíritos.
Coletâneas de moralidade e revelações de Wenchang foram as primeiras a se tornar populares no século XVII; depois as de Guandi, e também os do literato Peng Dingqiu, que produziu tratados de escrita de espíritos em vida de forma solitária e foi divinizado após a morte, tornando-se um espírito gerador de revelações. Os discípulos de altares também juntaram cânones que divulgassem a prática esotérica do Elixir Dourado, ensinada por Lü Dongbin. Grupos alegaram ter recebido instruções do patriarca para compilarem rolos de seus escrituras, e há publicações do tipo em 1744 e entre 1803 e 1805.
A partir do final do século XVIII e ao longo do século XIX, deuses de escrita de espíritos―principalmente Wenchang, Guandi, patriarca Lü, Doumu e Zhenwu―foram canonizados oficialmente e receberam dúzias de diferentes edições de cânones quanshu, o que elevava o status de seus grupos e promovia a divindade a um nível teológico maior, como salvador universal. Isso gerou uma dinâmica de produção textual, que pressionava as escrituras a conter um teor soteriológico e cosmológico, sendo visível uma ampliação de seus discursos teológicos (por exemplo, uma "confucionização" dos grupos, segundo alguns acadêmicos). Um dos mais bem sucedidos esforços surgiu com Min Yide (1749–1836) a partir de Jin'gaishan, o qual publicou cânones de alquimia interna do patriarca Lü e fundou a linhagem Longmen, ao fundir o altar de escrita de espíritos com a tradição Quanzhen local. Isso deu origem a uma vasta rede com jitans se espalhando por mais de 70 santuários em Xangai e outras cidades principais da região, envolvendo políticos, intelectuais e doutores entre milhares de membros, que prosperou até 1949; atualmente, ainda existe, porém as atividades de escrita de espíritos ocorrem clandestinamente.
Outro famoso grupo que produziu cânones era o do Jueyuantan, formado na capital por volta de 1790 e ativo até 1806, que envolvia altos oficiais, a participação do monge budista Mingxin e a liderança por Jiang Yupu (1755–1819), o qual chefiou diversos ministérios da era Jiaqing.
A enciclopédia imperial Gujin tushu jicheng (1725) possuía uma seção chamada "Crônica da seção sobre materiais de escrita de espíritos" (Jiangbibu jishi), uma fonte que reflete a prática entre os literatos, mas que não incluía as produções da religião popular ou discursos escatológicos. Nela e em outras enciclopédias, a escrita de espíritos e as atividades mediúnicas em geral não eram classificadas na seção de artes mânticas (shushu, 數術), o que indica que eram consideradas parte da religião comum.
Zhu Gui, alto oficial e preceptor do imperador Jiaqing, era devoto de Wenchang e membro de cultos de escrita de espíritos eruditos em Pequim. Em reconhecimento imperial a ele e aos favores da divindade na Rebelião do Lótus Branco, foi garantida a canonização de Wenchang no panteão estatal em 1801. De fato, o imperador parecia estar aberto às visões de oficiais devotos desses grupos, tendo canonizado também o Senhor Xu, o patriarca Lü e Guandi, respectivamente em 1803, 1804 e 1814; esses atos oficiais podem ter sido motivados também pelas alianças que os deuses fizeram no contexto de rebeliões, ou pela estreita associação entre essas divindades como sendo "três ministros" do Imperador de Jade.
Durante esse período em que ocorreram intensos processos de canonização, os grupos de escrita de espíritos interagiam em competição e cooperação: muitos membros neles se intercambiavam, participando de vários grupos em mais de um altar, e seus textos circulavam, eram lidos, comentados e republicados de um santuário a outro. Seu caráter de associação também permitia o vínculo de pessoas de diferentes status sociais, a aliança de diferentes famílias, a reunião de guildas profissionais e o surgimento de instituições extraoficiais culturalmente influentes, como os Pavilhões de Wenchang, que eram alternativas às academias de Confúcio.
Em geral, os altares de fuji também providenciavam atendimentos de cura, seja por membros médicos treinados que ofereciam consultas, ou por rituais que invocavam entidades, as quais poderiam fornecer prescrições médicas pela escrita de espíritos. Grandes epidemias, como a peste bubônica de 1894, serviram para ampliar o papel das caridades de escrita de espíritos, e muitos jitan publicavam tratados médicos obtidos por fuji ou até mesmo se tornavam centros médicos completos.

O filósofo Ji Yun (1725–1805) tentou fornecer explicações aos fenômenos e registrou notas sobre suas participações em sessões de escrita de espíritos. Em suas descrições, apresentou firme convicção nas práticas mediúnicas e predições, porém também oscilando a um ceticismo seletivo, além de recomendar a cautela na análise de oráculos:
"Portanto, quanto à arte de escrita de espíritos gênios, os literatos podem se divertir arbitrariamente e cantar de acordo com as regras da poesia, como se estivessem assistindo a uma peça de teatro, e então estarão bem. No entanto, no caso de adivinhação para o auspicioso e o inauspicioso, o homem superior tem que temer o resultado."
Ele considerava que os espíritos eram simplesmente as almas dos mortos que fingiam ser divindades, e que os melhores resultados eram aqueles moralizantes:
"Entre os vários casos de escrita de espíritos que testemunhei, este imortal é o único que não fala sobre eventos futuros auspiciosos ou inauspiciosos, mas antes se deleita em castigar as faltas das pessoas: ele é um verdadeiro herói entre os espíritos dos mortos!"
Ao longo dos tempos, também houve registros de audiências usando palavras para testar a autenticidade do fuji, em experimentos. Foi registrado na "Revista Huaixi" de Ji Yun que, quando Wang Xu foi consultar ao fuji, o espírito se apresentou como Zhang Ziyang e alguém perguntou-lhe sobre o Wuzhen Pian ("Revelação da Verdade") de Zhang Ziyang. O imortal (jixian 乩仙), porém, apenas respondeu: "O Grande Caminho do Elixir Dourado, não ouso passá-lo levianamente".
A população em geral poderia duvidar da autenticidade de um texto ou médium, enquanto aceitava outros, como indica Yu Yue (1821–1906). Também algumas vezes não se ignorava que ela era ilícita: o grupo de elite Qiyunshe, ativo entre 1793 e 1805 em Hankou, recebeu revelações em que as próprias entidades afirmavam que os membros deveriam deixar de fazer perguntas para escrita de espíritos e praticar as instruções recebidas, e que a lei que a bania deveria ser respeitada. O grupo obedeceu e se encerrou.
Segundo Zhu Mingchuan, de 1840 em diante, eram considerados modos legítimos de revelação a escrita de espíritos ji (乩), a escrita de espíritos automática luan (鸞), feita sem um médium (que é também referida em fontes do século XIX e XX como feiluan); o xamanismo, ming, referindo-se principalmente a viagens ao submundo em que se consultava os mortos; e a possessão espiritual, xiang. Alguns grupos treinavam os membros nessas quatro técnicas e os textos favoreciam o uso conjunto e inclusivo. Também se tornou significativa para alguns grupos do século XX a técnica kanguang, em que os praticantes observavam caracteres aparecendo espontaneamente em um pedaço suspenso de tecido. A escrita de espíritos sem médium era geralmente praticada nos chamados Pavilhões de Fênix, e há um relato etnográfico de 1935 que descreve um rito em que era feita.
Pelo século XIX, a prática tornou-se popular em diversos sincretismos e novos grupos sectários. Seitas religiosas populares desenvolveram suas escrituras sagradas principais alegadamente por meio da escrita de espíritos, as quais substituíram outras escrituras sectárias mais tradicionais (baojuan ou pao-chüan, "volumes preciosos"). Esses novos livros obtidos por fuji foram por vezes também chamados de baojuan, e alguns dos antigos baojuan (originalmente não escritos por espíritos) posteriormente possuem comentários atribuídos a deidades e imortais. A supressão de textos baojuan pelo governo pode explicar em parte a mudança de a maioria das seitas se fundamentarem sobre livros de fuji no século XX, pois passaram a depender de tradição oral e de meditação. Também como outro possível fator, ao final do período imperial, santos e heróis de antigamente eram buscados por todas as classes sociais como forma de guia moral e de se garantir segurança da tradição. Dessas tradições sectárias, o Xiantiandao foi o principal propulsor da adoção da prática, realizando a escrita de espíritos desde a década de 1820, mas principalmente a partir da década de 1840, em substituição da autoridade carismática de um patriarca vivo, pois houve uma crise de sucessão quando vários líderes foram presos e executados pelo governo. Todos os seus grupos derivados posteriores a adotaram no final do século XIX, como o Yiguandao, ou ainda outros, como o Sanyijiao.

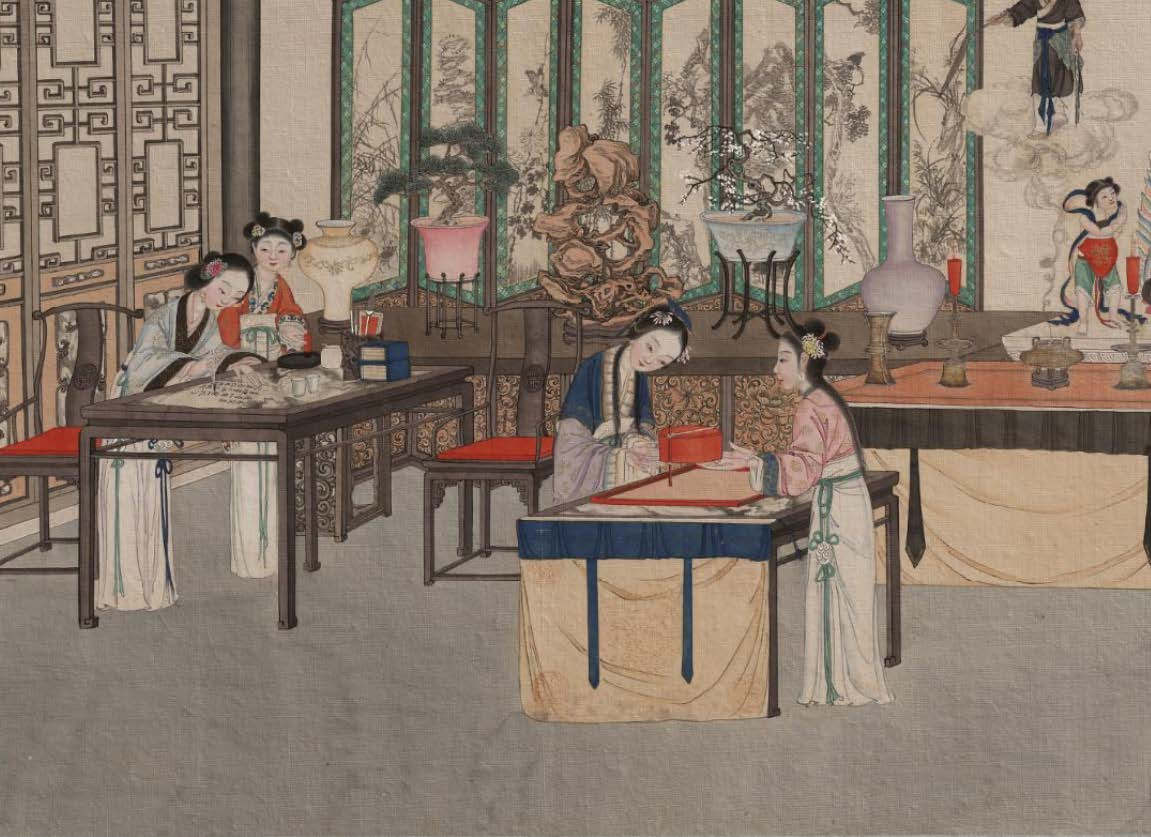
Mulheres praticando fuji com uma cesta à direita, enquanto auxiliares à esquerda escrevem as respostas espirituais do Imortal (representado acima de uma nuvem). Pintura de uma cena de O Sonho da Câmara Vermelha por Sun Wen (século XIX)

A escrita de espíritos foi igualmente importante na recepção de textos específicos ao gênero feminino, por meio de grupos de mulheres taoistas que recebiam instruções sobre alquimia feminina. Predominantemente essas obras eram atribuídas a deusas, tais como Xiwangmu, Sun Bu’er, He Xiangu, e um exemplo de coletânea do tipo foi Nüjindan fayao (1817). Nota-se a agência feminina na articulação de práticas em diversos altares de escrita de espíritos, desde por leigas até a círculos literários femininos de elite, a exemplo daqueles em torno da poeta Wang Duan (1793–1838). Embora alguns grupos de elite excluíssem o público feminino, na era moderna tardia seu papel nos jitan se intensificou, com muitas mulheres médiuns sendo buscadas como mestres e, na virada do século XX, havia alguns grandes grupos constituídos em maior proporção por mulheres.
Nessa época, nota-se que sociedades de escrita de espíritos imitaram esquemas de teor escatológico e salvacionista de apocalipses chineses, como o de 1816, e posteriormente o das revelações de Longnüsi em 1840, as quais moldaram fortemente movimentos sectários e suas produções. Esse enquadre escatológico existia já desde o século XVII e não surgia necessariamente em resposta a desastres atuais, mas como um recurso teológico de ameaça para mobilizar os fiéis em reforma moral.
A Rebelião Taiping também levou à produção de diversas obras por escrita de espíritos que tentavam explicar o cenário apocalíptico da guerra ou reagir aos rebeldes. Grupos anti-Taiping se utilizavam abundantemente da escrita de espíritos―desde líderes como Zeng Guofan a aldeões―e grupos sectários como o Xiantiandao se juntaram a eles do lado dos exércitos legalistas, interagindo com o fuji e por vezes se fundindo ao movimento. Antes da guerra, as tradições sectárias eram criticadas pelos grupos de fuji de elite por não respeitarem ou praticarem a escrita de espíritos. Já do lado dos rebeldes de Taiping, as revelações não ocorriam por escrita de espíritos, mas pela produção mediúnica oral: o líder da rebelião Hong Xiuquan (1814–1864) e seu círculo interno de generais se diziam possuídos por Jesus, o Espírito Santo e outros membros da Sagrada Família, e seus pronunciamentos messiânicos eram impressos em livretos para circulação, inclusive chegando a fazer parte de sua versão da Bíblia de Taiping.
Esse período de guerra geral no império juntou-se a conflitos locais, massacres e fomes, e ao todo era percebido como um apocalipse, o que se refletiu nas revelações de fuji. Hunan, por exemplo, foi um grande palco de batalha e centro de um culto de escrita de espíritos de Guandi: suas elites locais se mobilizaram na produção de fuji, e é bastante provável que altares de escrita de espíritos viajavam junto ao exército de Hunan durante a guerra. Ele foi o grupamento legalista que obteve vitória frente aos rebeldes e também foi o principal motivador das canonizações de Guandi. Outros grupos de elite de locais variados também produziam escrituras de moralidade, porém o fuji servia para todos tipos de propósito durante a guerra: desde em textos para relatar sobre eventos militares, até para propor a reforma moral como solução à crise e explicar as razões para os eventos catastróficos.
Os textos de escrita de espíritos mais comuns durante a guerra eram tratados morais curtos chamados "instruções" (xunwen) ou "éditos" (yu), que listavam vícios que causavam os desastres e as virtudes faltantes, alguns deles denunciando a decadência dos oficiais do Estado. Alguns escritos explicavam conforme a teoria dos "vapores negros" (heiqi), em que humanos não virtuosos e seus pecados geravam vapores que subiam e deixavam os deuses do Céu irados, os quais, em retribuição, enviavam demônios e o apocalipse para matar a maioria dos humanos. Em um dos textos, santos confucianos, Guanyin e divindades taoistas afirmam que apenas a prática espiritual apropriada poderia limpar esses vapores no cosmos. Outros também diziam que uma reforma moral poderia protelar e reverter o apocalipse. Muitos outros textos também explicitamente afirmavam que a causa direta da guerra era a matança de animais e pregava o vegetarianismo; além do respeito à vida animal, outras escrituras também enfatizavam o infanticídio feminino.
Vários escritos de fuji da época diziam que os deuses não causavam as mortes arbitrariamente, mas levavam em conta os méritos de cada indivíduo conforme um código penal celeste, em uma teodiceia que explicava o amor dos deuses e a salvação. Também alguns apocalipses de fuji do contexto de guerra, como o de Longnüsi, se referiam a uma data limite de ultimato para o arrependimento, ou estabeleciam um número predeterminado de eleitos salvos. O cenário escatológico dos textos de fuji de elite era não messiânico e dependente de ameaças iminentes, explicadas como retribuição ou efeito de decretos divinos para equilíbrio; diferente da escatologia de entropia cósmica dos grupos sectários e dos rebeldes de Taiping, que se baseava em um fim dos tempos inevitável com data determinada, e estes últimos criticavam o Imperador. Havia, porém, alguns textos de fuji híbridos. Mesmo após a guerra, os textos escatológicos de fuji continuaram sendo reimpressos e desenvolvidos, sendo utilizados até o período republicano como fundamento do pensamento de ativistas ou estimulando revelações frente a novos desastres.
O tema da escrita de espíritos foi muito comum na literatura dos membros do movimento dos Boxers e há evidência de que eles invocavam divindades vernáculas, como Sun Wukong e Zhu Bajie. Em uma séance boxer, um poema com alegada autoria do espírito de Ji Gong tinha teor anticristão, defendia o Império e ordenava o ataque a deuses, Budas, tratados de moralidade e templos. Essa é um dos registros mais antigos da veneração popular dessa divindade, que se espalharia no século XX como invocada em diversas seitas e cultos mediúnicos.
Espíritos-raposas eram também popularmente invocados durante sessões de fuji, cujas revelações tornaram-se fontes de textos que podiam estar associados a seitas e sociedades secretas. Um acadêmico do período Qing afirma que espíritos-raposas costumavam atrapalhar as sessões ao assumirem o lugar dos espíritos imortais e que eles prejudicavam as pessoas. É provável que tenha havido produções de escrita de espíritos-raposas em bordéis, conforme um exemplar manuscrito traz no subtítulo: "Isso é narrado por huxian e cuidadosamente coletado pelo Bordel Todo Feliz". Prostitutas do período imperial tardio e período republicano cultuavam espíritos-raposas como divindades padroeiras.
Durante o século XIX, houve além do mais alguns círculos acadêmicos chineses que foram influenciados pelas práticas das sociedades espíritas europeias. De 1864 à década de 1940, houve um crescimento sem precedentes de revelações, e a escrita de espíritos continuou seu meio dominante. Surgiram também "altares confucianos" (rutan), principalmente na China ocidental, onde foram presentes em todas as cidades de Sichuan como um dos principais locais prestadores de serviços rituais. Com o novo regime republicano, a prática deixou de ser proibida.
Com o cientificismo do início da República da China, a escrita de espíritos atraiu críticas e a atenção acadêmica, impelindo à busca de explicações psicológicas, como em estudos por Chen Daqi, Xu Dishan e Huang Yi. Isso levou à transformação da prática e seu desenvolvimento. Houve, por exemplo, a criação de uma chamada "caneta de espíritos científica"; ela seria popularizada depois como diexian 碟仙 ("Transcendente da Placa)", em uma onda de inquirições com curiosidade científica pelas pessoas, em que se perguntavam questões de vida, morte, alma e mundo espiritual. Alguns dentre a nova corrente da "Ciência Espiritual" (xinling kexue, 心靈科學), inspirada na voga de hipnotismo e pesquisa psíquica vinda dos Estados Unidos, Inglaterra e Japão, tentavam explicar que o fuji não era nem uma superstição, nem um fenômeno produzido pelos espíritos, mas sim pelo poder da mente; empregavam, para isso, conceitos recém-chegados como o de inconsciente (qianzai yishi, 潛在意識) e personalidade múltiplas (renge bianhuan, 人格變換). Confucianos promoveram movimentos antissuperstição na década de 1910 que denunciavam a prática.
Diversos indivíduos e organizações chinesas tentaram estabelecer um "espiritualismo científico" (lingxue, 靈學), reconfigurando a prática do fuji como parte de um movimento espiritualista global e realizando uma reforma em tentativa de inseri-la no discurso da ciência e legitimar sua investigação. Nisso, uma das mais proeminentes foi a Sociedade Espiritualista de Xangai (Lingxuehui), fundada em 1917, que tentava provar cientificamente a existência da alma e de entidades espirituais através de uma escrita de espíritos reformada. Ela pautava por uma divulgação aos moldes da Society for Psychical Research, e, diferente de outras associações, anunciava em grandes jornais e era aberta a qualquer um que pudesse pagar uma taxa; antes dela, a prática de escrita de espíritos tinha um status não oficial, pois se limitava a pequenos altares e grupos semipúblicos, pois era tecnicamente ilegal ao final do período imperial. Os importantes membros e apoiadores da Sociedade Espiritualista de Xangai, que incluíam intelectuais seculares como Chen Duxiu, e outros como Ding Fubao, Lufei Kui, Wu Zhihui e Yan Fu, fizeram o interesse chinês pelo espiritualismo florescer brevemente nas décadas de 1910 e 1920. Considera-se que a Sociedade inovou com um tratamento sistemático sobre sobre a vida após a morte e a alma, o qual não se encontrava anteriormente na escrita de espíritos chinesa, e ela tentou se dissociar dos antigos grupos e altares ao realizar novas experimentações.
A partir de 1918, intelectuais e cientistas renomados como Chen Duxiu e Chen Daqi passaram a criticar o conceito de ciência adotado pela Sociedade e consideraram a prática de escrita de espíritos como supersticiosa, e ela ganhou muito de sua fama por ter sido ridicularizada nos escritos de Liang Qichao e Lu Xun. Foi em 1918 pela primeira vez que surgiu o ataque sistemático à prática com o termo "superstição" (mixin), por aqueles em torno do jornal radical Nova Juventude, que usavam argumentos da teoria evolutiva, materialismo e psicologia. Essa alcunha continuou por um tempo até mesmo no discurso acadêmico, por exemplo na obra pioneira de Xu Dishan de 1941, "Uma investigação sobre a superstição do fuji".
No período republicano da primeira metade do século XX, organizações filantrópicas salvacionistas chamadas "sociedades redentoras" eram frequentemente associadas a altares de escrita de espíritos. Elas foram os mais importantes grupos religiosos do período, se derivando do Xiantiandao. Desde o século XIX, a prática do fuji se vinculava às instituições ortodoxas do "Proclamar e Palestrar" (xiangyue) e aos salões de caridade (shantang). Assim, ela promovera uma reestruturação das formas e conteúdo de tradições sectárias modernas como o Xiantiandao, e grupos de escrita de espíritos lideraram movimentos antiópio e antitabagistas, além de instituírem diversos modelos de organização para a melhoria moral e educacional.
Durante a época turbulenta da China Republicana, organizações como a Jishenghui ("Sociedade Chinesa de Xangai para Alívio dos Seres Sencientes") ofereciam atendimento médico em várias regiões carentes do país. Nas décadas de 1920 e 1930, elas atuavam em desastres e epidemias tanto com prescrições de escrita de espíritos e "cura espiritual", quanto também com consultas gratuitas, vacinação e distribuições anuais de remédio. Figuras de elite que as administravam, como Wang Yiting, seguiam essa cultura religiosa mas também abraçavam pragmaticamente os conhecimentos médicos modernos.
Diversas sociedades redentoras adotaram o discurso do lingxue em suas práticas reformadas e algumas delas buscaram se distanciar do caráter religioso. Algumas sociedades juntavam a produção de fotografia de espíritos aos textos de fuji. Entre as principais delas, incluem-se as do Daoyuan (道院) e Wushanshe (悟善社). Uma das características comuns era a busca de uma síntese de toda a tradição espiritual chinesa, desde a adoração de divindades e escrita de espíritos até ao autocultivo. Isso podia envolver uma unidade que transcendia a religião. Nas escrituras do Daoyuan, por exemplo, há uma expansão do modelo dos "três ensinamentos" para um de "cinco ensinamentos", que incluía o cristianismo e o islamismo. Assim, há mensagens de escrita de espíritos sob a alegada autoria de Maomé e de Jesus, direcionadas aos muitos membros cristãos ou muçulmanos dessas organizações, e cujo conteúdo manifesta uma reinterpretação das religiões particulares como secundárias, subservientes à evangelização sectária e à unidade primordial no Tao. Altamente sincrético, e por esse movimento não tentar controlar ou coordenar revelações locais, não havia, porém, tanta unificação de ensino e por vezes as mensagens podiam ser contraditórias, em um efeito centrípeto que também ocorria em outras sociedades espiritualistas. Podia, além do mais, ocorrer a formação de grupos independentes, como na ocupação do Manchukuo, em que uma ramo separado pela invasão afirmava que seus escritos de espíritos apoiavam a independência local e aproximação com o Japão.
A prática da escrita de espíritos foi proibida em 1928 pelo governo nacionalista, como culminância das crescentes críticas que a consideravam uma superstição irracional que atrapalhava a modernização chinesa. As maiores organizações redentoras, como a Wushanshe, Tongshanshe e Daoyuan, foram imediatamente banidas como "organizações supersticiosas" (mixin jiguan 迷信機關), principalmente devido aos vínculos próximos que estas tinham com líderes do regime anterior deposto: elas foram consideradas ferramentas dos senhores da guerra e aristocratas locais para influenciar a população, sob o disfarce de atividades filantrópicas e religiosas. Além do mais, o universalismo religioso pregado pelas organizações modernizadas era visto com suspeição pelos nacionalistas. Muitas eram infiltradas e cooptadas para servir a influências externas de inimigos na guerra, e o movimento estatal de secularização e construção de uma identidade nacional chinesa competia com os modelos das sociedades redentoras. Entre 1928 e 1933, os governos criaram regulações para o controle de organizações de caridade, e as sociedades tiveram que obter reconhecimento estatal, renovando registro.
Com a criação da República Popular da China em 1949, as comunidades de escrita de espíritos foram vistas como "sociedades secretas reacionárias", período em que foi em grande parte abolida, enquanto considerada clandestina. As sociedades redentoras foram consideradas como inimigo número um pelo Partido Comunista. Atualmente, continua sendo lá uma prática ilegal.
Em Cantão, surgiram os altares com a característica de daotan, caracterizados como organizações de fuji formadas por elites locais, prestando serviços médicos gratuitos, funerários de farmácia, além de práticas de cultivo moral baseadas principalmente no taoismo e no culto do patriarca Lü. Lá, o primeiro altar é de 1848, "Academia Imortal das Nascentes Nubladas" (Yunqun xianguan, 雲泉仙館); a partir da província, a prática se espalhou no final do século XIX a Hong Kong, onde a Academia foi reestabelecida em 1949. Considerada taoista, não seguia, porém, sistema monástico ou de ordenação formal.
Há relato da prática contemporânea em Taiwan, onde também é chamada mais comumente entre a população de pai-luan ("adoração da fênix", 拜鸞). São publicados vários livros obtidos por fuji. Ela se popularizou na ilha ao final do século XIX, após um adepto ter divulgado seu poder divino em atuação sobre o vício em ópio na China, em visita ao continente. Após isso, monges taoistas foram trazidos a Taiwan, onde efetuaram 200 curas, e devido a isso o culto de fuji se difundiu com o estabelecimento de salões de fênix e capelas de escrita de espíritos. Lá, o fuji foi apropriado também na tradição popular confuciana, bem como com elementos sincréticos budistas além de taoistas. Em 1915, os ocupantes japoneses proibiram a prática, após terem descoberto um levante organizado por salões de escrita de espíritos e de budistas leigos vegetarianos. A prática se manteve em segredo durante a invasão.

No Vietnã, havia templos do culto dos imortais, derivados de tradição taoista, porém com características próprias de seus espíritos locais. Nguyên Van Huyên descreve sessões de escrita de espíritos que ele testemunhou no início do século XX no templo Bích Câu (fundado no final do século XV). A prática era chamada de phụng bút ou phụng kê, realizada por meio do conjunto de um pincel (hạc-bût) em uma cesta, segurado por um médium do sexo masculino (đồng-nhân) enquanto outras pessoas transcreviam os escritos. Ele relata que os médiuns eram escolhidos pela suposta entidade imortal no templo, em um grande concurso que durava dezenas de noites. No último concurso do templo, ele afirma que o Imortal escolhera quatro literatos entre centenas de candidatos para servir de médiuns. Um dos imortais que costumava ser invocado era Tu Uyên, dentre outras entidades espirituais, cujas mensagens recebidas em grandes ocasiões ou nos dias 1º e 15 de cada mês foram descritas como um passatempo noturno que gerava várias horas de discussão entre os literatos:
"Pois as respostas são dadas em versos, seja em dísticos, seja em quadras ou em oitavas. Esses jogos poéticos muitas vezes continuam até muito tarde; e a interpretação dos oráculos obtidos às vezes dá origem a discussões que alimentam as conversas do mundo dos letrados por um longo tempo. Em todo caso, cada vez que um Imortal aparece, em vez de se apresentar pelo seu nome, ele se sinaliza dando em um poema ou simplesmente em um verso um traço conhecido de sua vida terrena, ou uma alusão a um de seus milagres."
Houve influência da prática também na formação inicial do caodaísmo (década de 1920), a partir de grupos secretos religiosos ("Cinco Minh") de chineses exilados no Vietnã. Seus instrumentos de escrita de espíritos, chamados co but (literalmente "caneta como um instrumento", caneta de espíritos), foram uma herança recebida dessas sociedades sino-vietnamitas: usavam uma cesta com cabeça de fênix (ngoc co, "instrumento precioso") segurada por dois médiuns, ou uma prancheta guiada por letras, ou uma caneta especial vermelha e dourada, diretamente empunhada por um médium na escrita. Por vezes também foi combinada com técnicas do espiritismo conforme Allan Kardec. Antes de 1975, eram abertamente realizadas em templos de Caodai, porém estão tecnicamente ilegais e são feitas discretamente em casas.

Na Coreia, ao final da dinastia Joseon em um período do chamado "Iluminismo", a prática se difundiu e textos de moralidade por escritos de espíritos foram explicitamente sancionados pelo Imperador Gojong e seus servidores, que reconheciam as publicações como um "corpus de iluminação" que servia à modernização. Em extensão ao culto chinês de Guandi, os coreanos veneravam o Tearca Kwan em santuários (Kwanwang-myo, 關王廟), conjuntamente com os outros sábios Lüzu e Wendi. Nas obras, atribuíam-se a estes a promoção da transformação do mundo e a iluminação dos seres. Uma diferença na prática coreana é que não se utilizava uma bandeja de areia; posteriormente, o médium escrevia diretamente sobre o papel com uma caneta à tinta. Ela também não se limitava apenas à escrita, mas incluía ainda a retirada de oráculos e revelação por sonhos. Um dos tearcas supostamente explica esse proceder em um livro coreano do século XIX:
"As mentes-coração humanas tornam-se depravadas todos os dias e a iluminação é seriamente urgente. Embora não pudéssemos garantir três pessoas para a fênix de cada vez, deveríamos transmitir a escrita de espíritos para todos os lugares. Então, como podemos esperar o pincel de madeira na areia e a esplendorosa fênix do belo pavilhão? Às vezes mostramos revelações de sonhos e às vezes damos lições por meio de milagres."
Esse recebimento coreano de escritas dos Três Sábios (chamadas nanseo, 鸞書) se centrou principalmente em grupos como o do "Altar sem Forma" (Musangdan, 無相壇), que foi lá uma das primeiras comunidades voluntárias de taoismo popular, estabelecida ao final do século XIX.
A escrita de espíritos chinesa também deu origem à prática chamada jailangkung na Indonésia e Malásia, praticada até hoje com uso de cestas, produzindo-se inclusive escrita em árabe.
Atualmente, fuji também continua sendo realizado em novos movimentos religiosos. No Japão, houve recepção da prática no Oomoto, por transmissão da chinesa Sociedade Mundial da Suástica Vermelha (na vertente Kōmanjikai Dōin), e ele influenciou também outras novas religiões japonesas, como o movimento de Jikōson; após a Segunda Guerra Mundial, uma derivação do Yiguandao, o Tendō, também se utiliza da escrita de espíritos. E no Dejiao, que, além da China, também se espalhou à Malásia, Tailândia e Singapura.

## Observadores ocidentais
O agostiniano Juan González de Mendoza (1545–1618), que escreveu a primeira história ocidental da China, descreve a prática de séance e escrita de espíritos chinesa baseando-se em um relato não editado feito por Agustín de Tordesillas.

No século XIX, havia europeus que consideravam uma ancianidade remota da técnica chinesa de fuji. Com a voga do fenômeno das mesas girantes, um artigo publicado na revista L'Illustration de 1853 considerou com escárnio que elas não eram novidade, e cita a prática (do "Celeste Império"):
"Assim, os chefes da seita dos Espíritas, que acreditavam ter inventado a tablemoving, não fizeram mais do que espalhar uma invenção há muito conhecida entre outros povos. Nihil sub sole novi, dizia Salomão. Quem sabe se ao tempo do próprio Salomão não era conhecida a maneira de fazer girar as mesas!... Que digo eu? Esse processo era conhecido muito antes do digno filho de David. Leia-se o North China Herald, citado pela Gazette d’Ausbourg de 11 de maio, e ver-se-á que os habitantes do celeste império se divertem com esse jogo desde tempos imemoriais."
O missionário Justus Doolittle escreve sobre ela em 1866. Outro missionário, John Livingstone Nevius, descreve em seu livro de 1869:
"Diz-se que os movimentos do lápis, involuntários para quem o segura, mas regidos pela influência dos espíritos, descrevem certos caracteres facilmente decifrados, e que muitas vezes trazem à luz divulgações e revelações notáveis. Muitos que se consideram personalidades de inteligência superior acreditam firmemente nesse modo de consultar os espíritos."
O reverendo Frederick William Scott O'Neill tinha simpatia pela "pesquisa psíquica" e observou práticas de escrita de espíritos no "Santuário do Dao" (Daoyuan). Em sua opinião, escrita em 1925, elas eram devidas "em grande parte ou totalmente à telepatia e à consciência subliminar".
Richard Wilhelm (1926) também participou de sessões de descida de fênix, ao que rejeitou a possibilidade de "engodo consciente". Ele registrou em suas memórias as observações do que chamou de "séances ocultas" feitas por participantes do Daoyuan. Apesar de não acreditar em fraude, não ficou impressionado com a qualidade das obras escritas, considerando-as "exortações morais bastante vagas" e muitas vezes "rasas e sem sentido". Ele não julgou assim a obra O Segredo da Flor de Ouro, porém não havia percebido que ela havia sido obtida por escrita de espíritos.

## Outros antecedentes de escrita inspirada
Outras formas de alegada escrita espiritual foram descritas anteriormente na China, como por exemplo em um corpo escritural que ficou conhecido como as revelações de Maoshan e que constituíram a base da escola Shangqing de taoismo, em torno principalmente do médium Yang Xi. Houve um período em que acadêmicos acreditavam que Yang Xi recebera seus escritos por uso de prancheta. Porém, embora alguns considerem que tenha sido uma forma inicial de escrita de espíritos, outros especialistas como Terry Kleeman, Hsieh Ts'ung-hui e Vincent Goossaert afirmam que não pode ser caracterizada por esse termo: a técnica empregada, conforme a descrição nas passagens sobreviventes, não envolveria implementos ritualísticos de escrita como no fuji, mas principalmente a visualização e transmissão oral a Yang Xi, após a qual ele teria feito anotações.
Um conjunto das revelações de Maoshan foi preservado na obra Zhengao, do século V. O compilador também relata a escrita espiritual feita por outros místicos, como Yang Quan (楊泉), que teria recebido poesia de uma mulher celestial no ano 379. No Zhengao, há uma teoria da caligrafia que explica como mensagens celestiais são transmitidas ao mundo dos humanos: é descrita uma hierarquia de escritas, em que a mais elevada dela, a "escrita das três origens e oito conexões", seria uma escrita atemporal e primordial dos seres celestiais mais superiores. Derivações seriam feitas a partir dela e concretizadas em escritas humanas, que guardam seus traços. Segundo Rolf Stein, há um trecho no Zhengao em que se afirma que, diferente da escrita ordinária impura, a "escrita verdadeira", obtida quando uma divindade toma a mão de um adepto, possui um estilo semelhante a kuei-tao ("feitiçaria"), com pouca diferença em seus caracteres.
Isso é afirmado dos escritos de Yang Xi: a obra descreve que as damas celestiais "nunca escrevem elas próprias, nem com as mãos, nem com os pés", mas que usam a mão do místico. Diz-se também: "O Mestre Yang, que compreendeu os caracteres dos Aperfeiçoados, agora os transcreveu para li-shu e os tornou conhecidos". Além do mais, conta-se que Yang Xi recebia escritos também de outra maneira, em estado de exaltação, escutando as instruções espirituais orais e realizando uma escrita cursiva de maneira rápida. Após sair desse estado, ele transcrevia em uma escrita formal e as revisava: "A escrita é apressada e abreviada. Mais tarde, ele recordava as palavras e fazia acréscimos e exclusões".
Possíveis conexões foram levantadas também entre as escritas inspiradas de Maoshang e os estilos caligráficos dos Dois Wangs, considerados os inventores da tradição clássica de caligrafia chinesa. O estilo cursivo de Wang Xianzhi (século IV) era reconhecido nos séculos posteriores como sendo aquele de uma escrita obtida por inspiração religiosa; por exemplo, o calígrafo connaisseur Mi Fu (século XII) afirmou-as como semelhantes às formas da escrita feita por prancheta em cinzas. A escrita espiritual em cinzas, segundo Stein, já era atestada no ano 713 e praticada popularmente tal como a escrita em areia, e ele considera que a caligrafia das revelações de Maoshan seriam adaptações eruditas de práticas populares anteriores de escrita espiritual.
O tema também aparece em relatos budistas de possessão espiritual. O monge budista e bibliógrafo Sengyou (444–518) relata a história de uma Senhora Ding de Jiying, no início do século III, que, tomada por uma doença, falava em uma língua bárbara e escrevia em uma escrita estrangeira quando lhe deram papel e pincel. A escrita teria sido identificada por um monge de regiões ocidentais como sendo uma versão de uma escritura. A escrita espiritual era refletida também no imaginário popular, conforme aparece por exemplo na coletânea de histórias estranhas do século VI Mingxiang ji: nela se conta que, em meados do século IV, uma mulher tornou-se doente, começou a falar em uma língua estranha e a escrever um texto em uma escrita horizontal semelhante a ganchos. A mulher, quando interrogada por um magistrado, afirmava que não sabia o que ela estava fazendo nesse momento. Um garoto conseguia ler a escrita e ela também foi mostrada a um monge estrangeiro, que conseguiu identificá-la como a parte faltante de uma escritura budista.